# Liste des matchs de l'équipe du Chili de football par adversaire
Cette liste présente les matchs de l'équipe du Chili de football par adversaire rencontré. Lorsqu'une rivalité footballistique particulière existe entre le Chili et un autre pays, une page spécifique peut être proposée.
- Haut – A
- B
- C
- D
- E
- F
- G
- H
- I
- J
- K
- L
- M
- N
- O
- P
- Q
- R
- S
- T
- U
- V
- W
- X
- Y
- Z

## A

### Afrique du Sud

#### Confrontations
Confrontations entre l'Afrique du Sud et le Chili en matchs officiels.
|   | Date            | Lieu      | Match                  | Score | Compétition  |
| - | --------------- | --------- | ---------------------- | ----- | ------------ |
| 1 | 11 février 2009 | Polokwane | Afrique du Sud - Chili | 0-2   | Match amical |

#### Bilan
- Total de matchs disputés : 1
- Victoires du Chili : 1
- Victoires de l'Afrique du Sud : 0
- Matchs nuls : 0
- Total de buts marqués par le Chili : 2
- Total de buts marqués par l'Afrique du Sud : 0

### Albanie

#### Confrontations
Confrontations entre l'Albanie et le Chili en matchs officiels.
|   | Date         | Lieu  | Match           | Score | Compétition  |
| - | ------------ | ----- | --------------- | ----- | ------------ |
| 1 | 22 mars 2024 | Parme | Albanie - Chili | 0-3   | Match amical |

#### Bilan
- Total de matchs disputés : 1
- Victoires du Chili : 1
- Victoires de l'Albanie : 0
- Matchs nuls : 0
- Total de buts marqués par le Chili : 3
- Total de buts marqués par l'Albanie : 0

### Algérie
Confrontations entre l'équipe d'Algérie de football et l'équipe du Chili de football en matchs officiels :
| Date         | Lieu   | Match           | Score | Compétition                           |
| ------------ | ------ | --------------- | ----- | ------------------------------------- |
| 24 juin 1982 | Oviedo | Algérie - Chili | 3-2   | Coupe du monde de football (1er tour) |

Bilan
- Total de matchs disputés : 1
- Victoires de l'équipe du Chili : 0
- Victoires de l'équipe d'Algérie : 1
- Matchs nuls : 0

### Allemagne
Confrontations entre l'Allemagne et le Chili en matchs officiels :
| Date             | Lieu              | Match             | Score | Compétition                               |
| ---------------- | ----------------- | ----------------- | ----- | ----------------------------------------- |
| 23 mars 1960     | Stuttgart         | RFA - Chili       | 2-1   | Match amical                              |
| 26 mars 1961     | Santiago          | Chili - RFA       | 3-1   | Match amical                              |
| 6 juin 1962      | Santiago          | Chili - RFA       | 0-2   | Coupe du monde 1962 (Groupe 2)            |
| 18 décembre 1968 | Santiago          | Chili - RFA       | 2-1   | Match amical                              |
| 14 juin 1974     | Berlin-Ouest      | RFA - Chili       | 1-0   | Coupe du monde 1974 (gr. 1)               |
| 20 juin 1982     | Gijón             | RFA - Chili       | 4-1   | Coupe du monde 1982 (1er tour - Groupe 2) |
| 5 mars 2014      | Stuttgart         | Allemagne - Chili | 1-0   | Match amical                              |
| 22 juin 2017     | Kazan             | Allemagne - Chili | 1-1   | Coupe des confédérations 2017 (Groupe B)  |
| 2 juillet 2017   | Saint-Pétersbourg | Allemagne - Chili | 1-0   | Coupe des confédérations 2017 (finale)    |

#### Bilan
- Total de matchs disputés : 9
- Victoires de l'équipe d'Allemagne : 6
- Matchs nuls : 1
- Victoires de l'équipe du Chili : 2
- Total de buts marqués par l'équipe d'Allemagne : 14
- Total de buts marqués par l'équipe du Chili : 8

### Allemagne de l’Est
Confrontations entre l'équipe d'Allemagne de l'Est de football et l'équipe du Chili de football.
| Date           | Lieu         | Match       | Score | Compétition                 |
| -------------- | ------------ | ----------- | ----- | --------------------------- |
| 2 juillet 1966 | Leipzig      | RDA - Chili | 5-2   | Match amical                |
| 22 juin 1969   | Magdebourg   | RDA - Chili | 0-1   | Match amical                |
| 2 février 1971 | Santiago     | Chili - RDA | 0-1   | Match amical                |
| 18 juin 1974   | Berlin-Ouest | Chili - RDA | 1-1   | Coupe du monde 1974 (gr. 1) |

Bilan
- Total de matchs disputés : 4
- Victoires de la RDA : 2
- Victoires du Chili : 1
- Matchs nuls : 1

### Angleterre

#### Confrontations
Confrontations entre l'Angleterre et le Chili en matchs officiels.
|   | Date             | Lieu           | Match              | Score | Compétition                                   |
| - | ---------------- | -------------- | ------------------ | ----- | --------------------------------------------- |
| 1 | 20 juin 1950     | Rio de Janeiro | Angleterre - Chili | 2-0   | Coupe du monde de football de 1950 (Groupe B) |
| 2 | 24 mai 1953      | Santiago       | Chili - Angleterre | 1-2   | Match amical                                  |
| 3 | 17 juin 1984     | Santiago       | Chili - Angleterre | 0-0   | Match amical                                  |
| 4 | 23 mai 1989      | Londres        | Angleterre - Chili | 0-0   | Match amical                                  |
| 5 | 11 février 1998  | Londres        | Angleterre - Chili | 0-2   | Match amical                                  |
| 6 | 15 novembre 2013 | Londres        | Angleterre - Chili | 0-2   | Match amical                                  |

#### Bilan
- Total de matchs disputés : 6
- Victoires du Chili : 2
- Victoires de l'Angleterre : 2
- Matchs nuls : 2
- Total de buts marqués par le Chili : 5
- Total de buts marqués par l'Angleterre : 4

### Arabie saoudite

#### Confrontations
Confrontations entre l'Arabie saoudite et le Chili en matchs officiels.
|   | Date         | Lieu  | Match                   | Score | Compétition  |
| - | ------------ | ----- | ----------------------- | ----- | ------------ |
| 1 | 27 mars 1994 | Riyad | Arabie saoudite - Chili | 0-2   | Match amical |
| 2 | 30 mars 1994 | Riyad | Arabie saoudite - Chili | 2-2   | Match amical |

#### Bilan
- Total de matchs disputés : 2
- Victoires du Chili : 1
- Victoires de l'Arabie saoudite : 0
- Matchs nuls : 1
- Total de buts marqués par le Chili : 4
- Total de buts marqués par l'Arabie saoudite : 2

### Argentine
Confrontations entre l'Argentine et le Chili :
|    | Date              | Lieu                | Match             | Score           | Compétition                                                                      |
| -- | ----------------- | ------------------- | ----------------- | --------------- | -------------------------------------------------------------------------------- |
| 1  | 27 mai 1910       | Buenos Aires        | Argentine - Chili | 3-1             | Match amical                                                                     |
| 2  | 5 juin 1910       | Buenos Aires        | Argentine - Chili | 5-1             | Match amical                                                                     |
| 3  | 11 septembre 1910 | Viña del Mar        | Chili - Argentine | 0-3             | Match amical                                                                     |
| 4  | 21 septembre 1913 | Viña del Mar        | Chili - Argentine | 0-2             | Match amical                                                                     |
| 5  | 6 juillet 1916    | Buenos Aires        | Argentine - Chili | 6-1             | (Match de la Copa América 1916)                                                  |
| 6  | 12 juillet 1916   | Buenos Aires        | Argentine - Chili | 1-0             | Match amical                                                                     |
| 7  | 6 octobre 1917    | Montevideo          | Argentine - Chili | 1-0             | (Match de la Copa América 1917)                                                  |
| 8  | 21 novembre 1917  | Avellaneda          | Argentine - Chili | 1-1             | Match amical                                                                     |
| 9  | 20 septembre 1920 | Viña del Mar        | Chili - Argentine | 1-1             | (Match de la Copa América 1920)                                                  |
| 10 | 25 septembre 1921 | Santiago            | Chili - Argentine | 1-4             | Match amical                                                                     |
| 11 | 2 octobre 1921    | Buenos Aires        | Argentine - Chilo | 1-0             | Match amical                                                                     |
| 12 | 28 septembre 1922 | Rio de Janeiro      | Argentine - Chili | 4-0             | (Match de la Copa América 1922)                                                  |
| 13 | 22 octobre 1922   | Buenos Aires        | Argentine - Chili | 1-0             | Match amical                                                                     |
| 14 | 3 décembre 1923   | Buenos Aires        | Argentine - Chili | 6-0             | Match amical                                                                     |
| 16 | 25 octobre 1924   | Montevideo          | Argentine - Chili | 2-0             | (Match de la Copa América 1924)                                                  |
| 17 | 31 octobre 1926   | Santiago            | Chili - Argentine | 1-1             | (Match de la Copa América 1926)                                                  |
| 18 | 22 juillet 1930   | Montevideo          | Argentine - Chili | 3-1             | Coupe du monde 1930 (Groupe A)                                                   |
| 19 | 6 janvier 1935    | Lima                | Argentine - Chili | 4-1             | (Match de la Copa América 1935)                                                  |
| 20 | 30 décembre 1936  | Buenos Aires        | Argentine - Chili | 2-1             | (Match de la Copa América 1937)                                                  |
| 21 | 2 mars 1940       | Buenos Aires        | Argentine - Chili | 4-1             | Match amical                                                                     |
| 22 | 9 mars 1940       | Buenos Aires        | Argentine - Chili | 3-2             | Match amical                                                                     |
| 23 | 5 janvier 1941    | Santiago            | Chili - Argentine | 1-2             | Match amical                                                                     |
| 24 | 9 janvier 1941    | Santiago            | Chili - Argentine | 2-5             | Match amical                                                                     |
| 25 | 4 mars 1941       | Santiago            | Argentine - Chili | 1-0             | Copa América 1941 (finale)                                                       |
| 26 | 31 janvier 1942   | Montevideo          | Argentine - Chili | 0-0             | (Match de la Copa América 1942)                                                  |
| 27 | 11 février 1945   | Santiago            | Chili - Argentine | 1-1             | (Match de la Copa América 1945)                                                  |
| 28 | 26 janvier 1946   | Buenos Aires        | Argentine - Chili | 3-1             | (Match de la Copa América 1946)                                                  |
| 29 | 16 décembre 1947  | Guayaquil Équateur  | Argentine - Chili | 1-1             | (Match de la Copa América 1947)                                                  |
| 30 | 30 mars 1955      | Santiago            | Argentine - Chili | 1-0             | Copa América 1955 (finale)                                                       |
| 31 | 29 janvier 1956   | Montevideo          | Argentine - Chili | 2-0             | (Match de la Copa América 1956)                                                  |
| 32 | 11 mars 1956      | Mexico              | Argentine - Chili | 3-0             | Match amical                                                                     |
| 33 | 28 mars 1957      | Lima                | Argentine - Chili | 6-2             | (Match de la Copa América 1957)                                                  |
| 34 | 13 octobre 1957   | Santiago            | Chili - Argentine | 0-2             | (Qualifications pour la Coupe du monde de football de 1958)                      |
| 35 | 20 octobre 1957   | Buenos Aires        | Argentine - Chili | 4-0             | (Qualifications pour la Coupe du monde de football de 1958)                      |
| 36 | 7 mars 1959       | Buenos Aires        | Argentine - Chili | 6-1             | (Match de la Copa America 1959)                                                  |
| 37 | 18 novembre 1959  | Santiago            | Chili - Argentine | 4-2             | Match amical                                                                     |
| 38 | 7 novembre 1962   | Santiago            | Chili - Argentine | 1-1             | Match amical                                                                     |
| 39 | 21 novembre 1962  | Buenos Aires        | Argentine - Chili | 1-0             | Match amical                                                                     |
| 40 | 24 septembre 1964 | Buenos Aires        | Argentine - Chili | 5-0             | Match amical                                                                     |
| 41 | 14 octobre 1964   | Santiago            | Chili - Argentine | 1-1             | Match amical                                                                     |
| 42 | 14 juillet 1965   | Buenos Aires        | Argentine - Chili | 1-0             | Match amical                                                                     |
| 43 | 21 juillet 1965   | Santiago            | Chili - Argentine | 1-1             | Match amical                                                                     |
| 44 | 28 janvier 1967   | Montevideo          | Argentine - Chili | 2-0             | (Match de la Copa América 1967)                                                  |
| 45 | 15 août 1967      | Santiago            | Chili - Argentine | 1-0             | Match amical                                                                     |
| 46 | 8 novembre 1967   | Santiago            | Chili - Argentine | 3-1             | Match amical                                                                     |
| 47 | 27 novembre 1968  | Rosario             | Argentine - Chili | 4-0             | Match amical                                                                     |
| 48 | 4 décembre 1968   | Santiago            | Chili - Argentine | 2-1             | Match amical                                                                     |
| 49 | 28 mai 1969       | Santiago            | Chili - Argentine | 1-1             | Match amical                                                                     |
| 50 | 11 juin 1969      | La Plata            | Argentine - Chili | 2-1             | Match amical                                                                     |
| 51 | 21 juillet 1971   | Santiago            | Chili - Argentine | 2-2             | Match amical                                                                     |
| 52 | 4 août 1971       | Buenos Aires        | Argentine - Chili | 1-0             | Match amical                                                                     |
| 53 | 31 mai 1972       | Santiago            | Chili - Argentine | 4-3             | Match amical                                                                     |
| 54 | 25 septembre 1972 | Buenos Aires        | Argentine - Chili | 2-0             | Match amical                                                                     |
| 55 | 13 juillet 1973   | Buenos Aires        | Argentine - Chili | 5-4             | Match amical                                                                     |
| 56 | 18 juillet 1973   | Santiago            | Chili - Argentine | 3-1             | Match amical                                                                     |
| 57 | 6 novembre 1974   | Santiago            | Chili - Argentine | 0-2             | Match amical                                                                     |
| 58 | 20 novembre 1974  | Buenos Aires        | Argentine - Chili | 1-1             | Match amical                                                                     |
| 59 | 13 octobre 1976   | Buenos Aires        | Argentine - Chili | 2-0             | Match amical                                                                     |
| 60 | 18 septembre 1980 | Mendoza             | Argentine - Chili | 2-2             | Match amical                                                                     |
| 61 | 12 mai 1983       | Santiago            | Chili - Argentine | 2-2             | Match amical                                                                     |
| 62 | 23 juin 1983      | Buenos Aires        | Argentine - Chili | 1-0             | Match amical                                                                     |
| 63 | 18 octobre 1984   | Singapour           | Chili - Argentine | 0-1             | Match amical                                                                     |
| 64 | 14 mai 1985       | Buenos Aires        | Argentine - Chili | 2-0             | Match amical                                                                     |
| 65 | 20 avril 1989     | Santiago            | Chili - Argentine | 1-1             | Match amical                                                                     |
| 66 | 2 juillet 1989    | Goiânia             | Argentine - Chili | 1-0             | (Match de groupe de la Copa América 1989) (Groupe B)                             |
| 67 | 10 juillet 1991   | Santiago            | Chili - Argentine | 0-1             | (Match de groupe de la Copa América 1991) (Groupe A)                             |
| 68 | 19 juillet 1991   | Santiago            | Chili - Argentine | 0-0             | (Tour final de la Copa América 1991)                                             |
| 69 | 18 mai 1994       | Santiago            | Chili - Argentine | 3-3             | Match amical                                                                     |
| 70 | 16 novembre 1994  | Santiago            | Chili - Argentine | 0-3             | Match amical                                                                     |
| 71 | 11 juillet 1995   | Paysandú            | Argentine - Chili | 4-0             | (Match de groupe de la Copa América 1995) (Groupe C)                             |
| 72 | 15 décembre 1996  | Buenos Aires        | Argentine - Chili | 1-1             | Qualifications CdM 1998                                                          |
| 73 | 14 juin 1997      | Cochabamba          | Argentine - Chili | 2-0             | (Match de groupe de la Copa América 1997) (Groupe A)                             |
| 74 | 10 septembre 1997 | Santiago            | Chili - Argentine | 1-2             | Qualifications CdM 1998                                                          |
| 75 | 19 mai 1998       | Mendoza             | Argentine - Chili | 1-0             | Match amical                                                                     |
| 76 | 29 mars 2000      | Buenos Aires        | Argentine-Chili   | 4-1             | Tours préliminaires à la Coupe du monde de football 2002 : zone Amérique du Sud  |
| 77 | 15 novembre 2000  | Santiago            | Argentine-Chili   | 2-0             | Tours préliminaires à la Coupe du monde de football 2002 : zone Amérique du Sud  |
| 78 | 6 septembre 2003  | Buenos Aires        | Argentine - Chili | 2-2             | Phase qualificative de la Coupe du monde de football 2006 : zone Amérique du Sud |
| 79 | 13 octobre 2004   | Santiago            | Chili - Argentine | 0-0             | Phase qualificative de la Coupe du monde de football 2006 : zone Amérique du Sud |
| 80 | 13 octobre 2007   | Buenos Aires        | Argentine-Chili   | 2-0             | Éliminatoires de la Coupe du monde de football 2010 : zone Amérique du Sud       |
| 81 | 18 avril 2007     | Mendoza             | Argentine - Chili | 0-0             | Match amical                                                                     |
| 82 | 15 octobre 2008   | Santiago            | Argentine-Chili   | 0-1             | Éliminatoires de la Coupe du monde de football 2010 : zone Amérique du Sud       |
| 83 | 7 octobre 2011    | Buenos Aires        | Argentine - Chili | 4-1             | Éliminatoires de la Coupe du monde de football 2014 : zone Amérique du Sud       |
| 84 | 16 octobre 2012   | Santiago            | Chili - Argentine | 1-2             | Éliminatoires de la Coupe du monde de football 2014 : zone Amérique du Sud       |
| 85 | 4 juillet 2015    | Santiago            | Chili - Argentine | 0-0 (tab : 4-1) | Copa América 2015 (finale)                                                       |
| 86 | 24 mars 2016      | Santiago            | Chili - Argentine | 1-2             | Éliminatoires de la Coupe du monde de football 2018 : zone Amérique du Sud       |
| 87 | 6 juin 2016       | Santa Clara         | Argentine - Chili | 2-1             | Copa América Centenario (groupe D)                                               |
| 88 | 26 juin 2016      | East Rutherford     | Argentine - Chili | 0-0 (tab : 2-4) | Copa América Centenario (finale)                                                 |
| 89 | 23 mars 2017      | Buenos Aires        | Argentine - Chili | 1-0             | Éliminatoires de la Coupe du monde de football 2018 : zone Amérique du Sud       |
| 90 | 6 juillet 2019    | São Paulo           | Argentine-Chili   | 2-1             | Copa América 2019 (match pour la 3e place)                                       |
| 91 | 5 septembre 2019  | Los Angeles         | Chili - Argentine | 0-0             | Match amical                                                                     |
| 92 | 3 juin 2021       | Santiago del Estero | Argentine - Chile | 1-1             | Éliminatoires de la Coupe du monde de football 2022 : zone Amérique du Sud       |
| 93 | 14 juin 2021      | Rio de Janeiro      | Argentine - Chile | 1-1             | Copa América 2021                                                                |
| 94 | 27 janvier 2022   | Calama              | Chili - Argentine | 1-2             | Éliminatoires de la Coupe du monde de football 2022 : zone Amérique du Sud       |
| 95 | 26 Juin 2024      | New Jersey          | Chili - Argentine | 0-1             | Copa América 2024                                                                |
| 96 | 5 Septembre 2024  | Buenos Aires        | Argentine - Chile | 3-0             | Qualif. Coupe du Monde AmSud                                                     |
| 97 | 4 Juin 2025       | Santiago            | Chili - Argentine | 0-1             | Qualif. Coupe du Monde AmSud                                                     |

#### Bilan
- Total de matchs disputés : 97
- Victoires de l'équipe d'Argentine :
- Victoires de l'équipe du Chili :
- Match nul : 27
- Buts marqués par l'Argentine : 199
- Buts marqués par le Chili : 73

### Arménie

#### Confrontations
Confrontations entre l'Arménie et le Chili en matchs officiels.
|   | Date           | Lieu         | Match           | Score | Compétition  |
| - | -------------- | ------------ | --------------- | ----- | ------------ |
| 1 | 4 janvier 1997 | Viña del Mar | Chili - Arménie | 7-0   | Match amical |

#### Bilan
- Total de matchs disputés : 1
- Victoires du Chili : 1
- Victoires de l'Arménie : 0
- Matchs nuls : 0
- Total de buts marqués par le Chili : 7
- Total de buts marqués par l'Arménie : 0

### Australie
Confrontations entre l'Australie et le Chili :
| Date           | Lieu         | Match             | Score | Compétition                              |
| -------------- | ------------ | ----------------- | ----- | ---------------------------------------- |
| 22 juin 1974   | Berlin-Ouest | Australie - Chili | 0-0   | Coupe du monde 1974 (gr. 1)              |
| 23 avril 1996  | Antofagasta  | Chili - Australie | 3-0   | Match amical                             |
| 7 février 1998 | Melbourne    | Australie - Chili | 0-1   | Match amical                             |
| 9 février 2000 | Valparaíso   | Chili - Australie | 2-1   | Match amical                             |
| 13 juin 2014   | Cuiabá       | Chili- Australie  | 3-1   | Coupe du monde 2014 (Groupe B)           |
| 25 juin 2017   | Moscou       | Chili - Australie | 1-1   | Coupe des confédérations 2017 (Groupe B) |

Bilan
- Total de matchs disputés : 6
- Victoires de l'équipe d'Australie : 0
- Victoires de l'équipe du Chili : 4
- Match nul : 2

### Autriche
| Date              | Lieu          | Match            | Score | Compétition                              |
| ----------------- | ------------- | ---------------- | ----- | ---------------------------------------- |
| 17 juin 1982      | Oviedo        | Autriche - Chili | 1-0   | Coupe du monde 1982 (1er tour, groupe 2) |
| 17 juin 1998      | Saint-Étienne | Autriche - Chili | 1-1   | Coupe du monde 1998 (Groupe B)           |
| 11 septembre 2007 | Vienne        | Autriche - Chili | 0-2   | Turnier der Kontinente 2007              |

Bilan
- Total de matchs disputés : 3
- Victoires de l'équipe d'Autriche : 1
- Matchs nuls : 1
- Victoires de l'équipe du Chili : 1
- Total de buts marqués par l'équipe d'Autriche : 2
- Total de buts marqués par l'équipe du Chili : 3

## B

### Belgique

#### Confrontations
Confrontations entre la Belgique et le Chili en matchs officiels.
|   | Date          | Lieu      | Match            | Score | Compétition  |
| - | ------------- | --------- | ---------------- | ----- | ------------ |
| 1 | 13 avril 1960 | Bruxelles | Belgique - Chili | 1-1   | Match amical |
| 2 | 29 mai 2009   | Chiba     | Belgique - Chili | 1-1   | Match amical |

#### Bilan
- Total de matchs disputés : 2
- Victoires du Chili : 0
- Victoires de la Belgique : 0
- Matchs nuls : 2
- Total de buts marqués par le Chili : 2
- Total de buts marqués par la Belgique : 2

### Bolivie

#### Confrontations
Confrontations entre la Bolivie et le Chili en matchs officiels.
|    | Date              | Lieu                    | Match           | Score | Compétition                                                                |
| -- | ----------------- | ----------------------- | --------------- | ----- | -------------------------------------------------------------------------- |
| 1  | 12 octobre 1926   | Santiago                | Chili - Bolivie | 7-1   | Championnat sud-américain de football de 1926                              |
| 2  | 24 janvier 1945   | Santiago                | Chili - Bolivie | 5-0   | Championnat sud-américain de football de 1945                              |
| 3  | 8 février 1946    | Buenos Aires            | Chili - Bolivie | 4-1   | Championnat sud-américain de football de 1946                              |
| 4  | 31 décembre 1947  | Guayaquil               | Bolivie - Chili | 3-4   | Championnat sud-américain de football de 1947                              |
| 5  | 6 avril 1949      | São Paulo               | Bolivie - Chili | 3-2   | Championnat sud-américain de football de 1949                              |
| 6  | 26 février 1950   | La Paz                  | Bolivie - Chili | 2-0   | Match amical                                                               |
| 7  | 12 mars 1950      | Santiago                | Chili - Bolivie | 5-0   | Match amical                                                               |
| 8  | 28 mars 1953      | Lima                    | Chili - Bolivie | 2-2   | Championnat sud-américain de football de 1953                              |
| 9  | 22 septembre 1957 | Santiago                | Chili - Bolivie | 2-1   | Qualifications pour la Coupe du monde 1958 (zone AmSud - gr. 2)            |
| 10 | 29 septembre 1957 | La Paz                  | Bolivie - Chili | 3-0   | Qualifications pour la Coupe du monde 1958 (zone AmSud - gr. 2)            |
| 11 | 26 mars 1959      | Buenos Aires            | Chili - Bolivie | 5-2   | Championnat sud-américain de football de 1959                              |
| 12 | 1er février 1967  | Montevideo              | Bolivie - Chili | 0-0   | Championnat sud-américain de football de 1967                              |
| 13 | 15 août 1971      | La Paz                  | Bolivie - Chili | 3-4   | Match amical                                                               |
| 14 | 24 juillet 1973   | Santiago                | Chili - Bolivie | 3-0   | Match amical                                                               |
| 15 | 20 juillet 1975   | Oruro                   | Bolivie - Chili | 2-1   | Copa América 1975 (gr. B)                                                  |
| 16 | 13 août 1975      | Santiago                | Chili - Bolivie | 4-0   | Copa América 1975 (gr. B)                                                  |
| 17 | 19 juillet 1983   | La Paz                  | Bolivie - Chili | 1-2   | Match amical                                                               |
| 18 | 24 août 1983      | Arica                   | Chili - Bolivie | 4-2   | Match amical                                                               |
| 19 | 22 juin 1989      | Santa Cruz de la Sierra | Bolivie - Chili | 0-1   | Match amical                                                               |
| 20 | 27 juin 1989      | Santiago                | Chili - Bolivie | 2-1   | Match amical                                                               |
| 21 | 8 juillet 1989    | Goiânia                 | Chili - Bolivie | 5-0   | Copa América 1989 (gr. B)                                                  |
| 22 | 31 mars 1993      | Arica                   | Chili - Bolivie | 2-1   | Match amical                                                               |
| 23 | 21 septembre 1994 | Santiago                | Chili - Bolivie | 1-2   | Match amical                                                               |
| 24 | 14 juillet 1995   | Paysandú                | Bolivie - Chili | 2-2   | Copa América 1995 (gr. C)                                                  |
| 25 | 4 février 1996    | Cochabamba              | Bolivie - Chili | 1-1   | Match amical                                                               |
| 26 | 26 mai 1996       | Santiago                | Chili - Bolivie | 2-0   | Match amical                                                               |
| 27 | 12 février 1997   | La Paz                  | Bolivie - Chili | 1-1   | Qualification pour la Coupe du monde 1998 : zone Amérique du Sud           |
| 28 | 16 novembre 1997  | Santiago                | Chili - Bolivie | 3-0   | Qualification pour la Coupe du monde 1998 : zone Amérique du Sud           |
| 29 | 28 avril 1999     | Cochabamba              | Bolivie - Chili | 1-1   | Match amical                                                               |
| 30 | 20 juin 1999      | Santiago                | Chili - Bolivie | 1-0   | Match amical                                                               |
| 31 | 19 juillet 2000   | La Paz                  | Bolivie - Chili | 1-0   | Qualification pour la Coupe du monde 2002 : zone Amérique du Sud           |
| 32 | 14 août 2001      | Santiago                | Chili - Bolivie | 2-2   | Qualification pour la Coupe du monde 2002 : zone Amérique du Sud           |
| 33 | 30 mars 2004      | La Paz                  | Bolivie - Chili | 0-2   | Qualification pour la Coupe du monde 2006 : zone Amérique du Sud           |
| 34 | 4 juin 2005       | Santiago                | Chili - Bolivie | 3-1   | Qualification pour la Coupe du monde 2006 : zone Amérique du Sud           |
| 35 | 15 juin 2008      | La Paz                  | Bolivie - Chili | 0-2   | Éliminatoires de la Coupe du monde de football 2010 : zone Amérique du Sud |
| 36 | 10 juin 2009      | Santiago                | Chili - Bolivie | 4-0   | Éliminatoires de la Coupe du monde de football 2010 : zone Amérique du Sud |
| 37 | 2 juin 2012       | La Paz                  | Bolivie - Chili | 0-2   | Éliminatoires de la Coupe du monde de football 2014 : zone Amérique du Sud |
| 38 | 16 juin 2013      | Santiago                | Chili - Bolivie | 3-1   | Éliminatoires de la Coupe du monde de football 2014 : zone Amérique du Sud |
| 39 | 14 octobre 2014   | Coquimbo                | Chili - Bolivie | 2-2   | Match amical                                                               |
| 40 | 19 juin 2015      | Santiago                | Chili - Bolivie | 5-0   | Copa América 2015 (gr. A)                                                  |
| 41 | 10 juin 2016      | Foxborough              | Chili - Bolivie | 2-1   | Copa América Centenario (gr. D)                                            |
| 42 | 6 septembre 2016  | Santiago                | Chili - Bolivie | 0-0   | Éliminatoires de la Coupe du monde de football 2018 : zone Amérique du Sud |
| 43 | 5 septembre 2017  | La Paz                  | Bolivie - Chili | 1-0   | Éliminatoires de la Coupe du monde de football 2018 : zone Amérique du Sud |
| 44 | 26 mars 2021      | Rancagua                | Chili - Bolivie | 2-1   | Match amical                                                               |
| 45 | 8 juin 2021       | Santiago                | Chile - Bolivie | 1-1   | Éliminatoires de la Coupe du monde de football 2022 : zone Amérique du Sud |
| 46 | 18 juin 2021      | Cuiaba                  | Chili - Bolivie | 1-0   | Copa America 2021(Groupe A)                                                |
| 47 | 1er février 2022  | La Paz                  | Bolivie - Chili | 2-3   | Éliminatoires de la Coupe du monde de football 2022 : zone Amérique du Sud |
| 48 | 20 juin 2023      | La Paz                  | Bolivie - Chili | 0-0   | Match amical                                                               |
| 49 | 10 Septembre 2024 | Viña del Mar            | Chile - Bolivie | 1-2   | Qualification Coupe Du Monde                                               |
| 50 | 10 Juin 2025      | La Paz                  | Bolivie - Chili | 2-0   | Qualification Coupe Du Monde                                               |

#### Bilan
- Total de matchs disputés : 50
- Victoires du Chili :
- Victoires de la Bolivie :
- Matchs nuls : 11
- Total de buts marqués par le Chili : 112
- Total de buts marqués par la Bolivie : 51

### Brésil

#### Confrontations
Confrontations entre le Brésil et le Chili en matchs officiels.
| Date              | Lieu            | Match          | Score             | Compétition                               |
| ----------------- | --------------- | -------------- | ----------------- | ----------------------------------------- |
| 8 juillet 1916    | Buenos Aires    | Brésil - Chili | 1-1               | Copa América 1916                         |
| 12 octobre 1917   | Montevideo      | Brésil - Chili | 5-0               | Copa América 1917                         |
| 11 mai 1919       | Rio de Janeiro  | Brésil - Chili | 6-0               | Copa América 1919                         |
| 11 septembre 1920 | Viña del Mar    | Chili - Brésil | 0-1               | Copa América 1920                         |
| 17 septembre 1922 | Rio de Janeiro  | Brésil - Chili | 1-1               | Copa América 1922                         |
| 3 janvier 1937    | Buenos Aires    | Brésil - Chili | 6-4               | Copa América 1937                         |
| 14 janvier 1942   | Montevideo      | Brésil - Chili | 6-1               | Copa América 1942                         |
| 28 février 1945   | Santiago        | Chili - Brésil | 0-1               | Copa América 1945                         |
| 2 février 1946    | Buenos Aires    | Brésil - Chili | 5-1               | Copa América 1946                         |
| 13 avril 1949     | São Paulo       | Brésil - Chili | 2-1               | Copa América 1949                         |
| 20 avril 1952     | Santiago        | Chili - Brésil | 0-3               | Championnat Panaméricain de football 1952 |
| 23 mars 1953      | Lima            | Brésil - Chili | 3-2               | Copa América 1953                         |
| 28 février 1954   | Santiago        | Chili - Brésil | 0-2               | Qualification CdM 1954                    |
| 14 mars 1954      | Rio de Janeiro  | Brésil - Chili | 1-0               | Qualification CdM 1954                    |
| 18 septembre 1955 | Rio de Janeiro  | Brésil - Chili | 1-1               | Copa Bernardo O'Higgins                   |
| 20 septembre 1955 | São Paulo       | Brésil - Chili | 2-1               | Copa Bernardo O'Higgins                   |
| 24 janvier 1956   | Montevideo      | Chili - Brésil | 4-1               | Copa América 1956                         |
| 1er mars 1956     | Mexico          | Brésil - Chili | 2-1               | Championnat Panaméricain de football 1956 |
| 13 mars 1957      | Lima            | Brésil - Chili | 4-2               | Copa América 1957                         |
| 15 septembre 1957 | Santiago        | Chili - Brésil | 1-0               | Copa Bernardo O'Higgins                   |
| 18 septembre 1957 | Santiago        | Chili - Brésil | 1-1 a.p           | Copa Bernardo O'Higgins                   |
| 15 mars 1959      | Buenos Aires    | Brésil - Chili | 3-0               | Copa América 1959 (Argentine)             |
| 17 septembre 1959 | Rio de Janeiro  | Brésil - Chili | 7-0               | Copa Bernardo O'Higgins                   |
| 20 septembre 1959 | São Paulo       | Brésil - Chili | 1-0               | Copa Bernardo O'Higgins                   |
| 29 juin 1960      | Rio de Janeiro  | Brésil - Chili | 4-0               | Match amical                              |
| 7 mai 1961        | Santiago        | Chili - Brésil | 1-2               | Copa Bernardo O'Higgins                   |
| 11 mai 1961       | Santiago        | Chili - Brésil | 0-1               | Copa Bernardo O'Higgins                   |
| 13 juin 1962      | Santiago        | Chili - Brésil | 2-4               | Coupe du monde 1962 (1/2 finale)          |
| 17 avril 1966     | Santiago        | Chili - Brésil | 0-1               | Copa Bernardo O'Higgins                   |
| 20 avril 1966     | Viña del Mar    | Chili - Brésil | 2-1               | Copa Bernardo O'Higgins                   |
| 15 mai 1966       | São Paulo       | Brésil - Chili | 1-1               | Match amical                              |
| 19 mai 1966       | Rio de Janeiro  | Brésil - Chili | 1-0               | Match amical                              |
| 19 septembre 1967 | Santiago        | Chili - Brésil | 0-1               | Match amical                              |
| 22 mars 1970      | São Paulo       | Brésil - Chili | 5-0               | Match amical                              |
| 26 mars 1970      | Rio de Janeiro  | Brésil - Chili | 2-1               | Match amical                              |
| 4 octobre 1970    | Santiago        | Chili - Brésil | 1-5               | Match amical                              |
| 24 juin 1980      | Belo Horizonte  | Brésil - Chili | 2-1               | Match amical                              |
| 14 mars 1981      | Ribeirão Preto  | Brésil - Chili | 2-1               | Match amical                              |
| 26 août 1981      | Santiago        | Chili - Brésil | 0-0               | Match amical                              |
| 28 avril 1983     | Rio de Janeiro  | Brésil - Chili | 3-2               | Match amical                              |
| 28 juillet 1983   | Santiago        | Chili - Brésil | 0-0               | Match amical                              |
| 21 mai 1985       | Santiago        | Chili - Brésil | 2-1               | Match amical                              |
| 8 juin 1985       | Porto Alegre    | Brésil - Chili | 3-1               | Match amical                              |
| 7 mai 1986        | Curitiba        | Brésil - Chili | 1-1               | Match amical                              |
| 3 juillet 1987    | Córdoba         | Chili - Brésil | 4-0               | Copa América 1987                         |
| 9 décembre 1987   | Uberlândia      | Brésil - Chili | 2-1               | Match amical                              |
| 13 août 1989      | Santiago        | Chili - Brésil | 1-1               | Qualification CdM 1990                    |
| 3 septembre 1989  | Rio de Janeiro  | Brésil - Chili | 2-0 tapis vert    | Qualification CdM 1990                    |
| 17 octobre 1990   | Santiago        | Chili - Brésil | 0-0               | Copa Teixeira                             |
| 8 novembre 1990   | Belém           | Brésil - Chili | 0-0               | Copa Teixeira                             |
| 21 juillet 1991   | Santiago        | Chili - Brésil | 0-2               | Copa América 1991                         |
| 21 juin 1993      | Cuenca          | Chili - Brésil | 3-2               | Copa América 1993                         |
| 2 avril 1997      | Brasilia        | Brésil - Chili | 4-0               | Match amical                              |
| 27 juin 1998      | Paris           | Brésil - Chili | 4-1               | Coupe du monde 1998 (1/8 finale)          |
| 6 juillet 1999    | Ciudad del Este | Brésil - Chili | 1-0               | Copa América 1999                         |
| 15 août 2000      | Santiago        | Chili - Brésil | 3-0               | Qualification CdM 2002                    |
| 7 octobre 2001    | Curitiba        | Brésil - Chili | 2-0               | Qualification CdM 2002                    |
| 6 juin 2004       | Santiago        | Chili - Brésil | 1-1               | Qualification CdM 2006                    |
| 8 juillet 2004    | Arequipa        | Brésil - Chili | 1-0               | Copa América 2004                         |
| 4 septembre 2005  | Brasilia        | Brésil - Chili | 5-0               | Qualification CdM 2006                    |
| 24 mars 2007      | Göteborg        | Brésil - Chili | 4-0               | Match amical                              |
| 1er juillet 2007  | Maturín         | Brésil - Chili | 3-0               | Copa América 2007 (1er tour)              |
| 7 juillet 2007    | Puerto La Cruz  | Chili - Brésil | 1-6               | Copa América 2007 (1/4 finale)            |
| 7 septembre 2008  | Santiago        | Chili - Brésil | 0-3               | Qualification CdM 2010                    |
| 9 septembre 2009  | Salvador        | Brésil - Chili | 4-2               | Qualification CdM 2010                    |
| 27 juin 2010      | Johannesbourg   | Brésil - Chili | 3-0               | Coupe du monde 2010 (1/8 finale)          |
| 24 avril 2013     | Belo Horizonte  | Brésil - Chili | 2-2               | Match amical                              |
| 19 novembre 2013  | Toronto         | Brésil - Chili | 2-1               | Match amical                              |
| 28 juin 2014      | Belo Horizonte  | Brésil - Chili | 1-1 a.p (3-2 tab) | Coupe du monde 2014 (1/8 finale)          |
| 29 mars 2015      | Londres         | Brésil - Chili | 1-0               | Match Amical                              |
| 8 octobre 2015    | Santiago        | Chili - Brésil | 2-0               | Qualification Coupe du monde 2018         |
| 11 octobre 2017   | São Paulo       | Brésil - Chili | 3-0               | Qualification Coupe du monde 2018         |
| 3 juillet 2021    | Rio de Janeiro  | Brésil - Chili | 1-0               | Copa america 2021                         |
| 2 septembre 2021  | Santiago        | Chili - Brésil | 0-1               | FIFA 2022 Q                               |
| 24 Mars 2022      | Rio de Janeiro  | Brésil - Chili | 4-0               | FIFA 2022 Q                               |
| 10 october 2024   | Santiago        | Chili - Brésil | 1-2               | FIFA 2026 Q                               |

#### Bilan
- Total de matchs disputés : 73
- Victoires du Chili :
- Victoires du Brésil :
- Matchs nuls : 14
- Total de buts marqués par le Chili : 62
- Total de buts marqués par le Brésil : 169

### Bulgarie

#### Confrontations
Confrontations entre la Bulgarie et le Chili en matchs officiels.
|   | Date            | Lieu       | Match            | Score | Compétition  |
| - | --------------- | ---------- | ---------------- | ----- | ------------ |
| 1 | 12 février 2000 | Valparaíso | Chili - Bulgarie | 3-2   | Match amical |

#### Bilan
- Total de matchs disputés : 1
- Victoires du Chili : 1
- Victoires de la Bulgarie : 0
- Matchs nuls : 0
- Total de buts marqués par le Chili : 3
- Total de buts marqués par la Bulgarie : 2

### Burkina Faso
Confrontations entre le Burkina Faso et le Chili :
| Date        | Lieu     | Match                | Score | Compétition  |
| ----------- | -------- | -------------------- | ----- | ------------ |
| 3 juin 2017 | Santiago | Chili - Burkina Faso | 3-0   | Match amical |

Bilan
- Total de matchs disputés : 1
- Victoires de l'équipe du Burkina Faso : 0
- Victoires de l'équipe du Chili : 1
- Match nul : 0

## C

### Cameroun

#### Confrontations
Confrontations en matchs officiels entre le Chili et le Cameroun :
|   | Date         | Lieu   | Match            | Score | Compétition                           |
| - | ------------ | ------ | ---------------- | ----- | ------------------------------------- |
| 1 | 27 juin 1998 | Nantes | Chili - Cameroun | 1-1   | Coupe du monde 1998 (gr. B)           |
| 2 | 18 juin 2017 | Moscou | Cameroun - Chili | 0-2   | Coupe des confédérations 2017 (gr. B) |

#### Bilan
- Total de matchs disputés : 2
- Victoires du Chili : 1
- Victoires du Cameroun : 0
- Matchs nuls : 1
- Total de buts marqués par le Chili : 3
- Total de buts marqués par le Cameroun : 1

### Canada

#### Confrontations
Confrontations en matchs officiels entre le Chili et le Canada :
|   | Date            | Lieu       | Match          | Score | Compétition                  |
| - | --------------- | ---------- | -------------- | ----- | ---------------------------- |
| 1 | 25 juillet 1984 | Edmonton   | Canada - Chili | 0-0   | Match amical                 |
| 2 | 25 mai 1988     | Edmonton   | Canada - Chili | 1-0   | Tournoi amical               |
| 3 | 28 mai 1995     | Edmonton   | Canada - Chili | 1-2   | Tournoi amical               |
| 4 | 11 octobre 1995 | Concepción | Chili - Canada | 2-0   | Match amical                 |
| 5 | 29 Juin 2024    | Florida    | Canada - Chili | 0-0   | Copa América 2024 (Groupe A) |

#### Bilan
- Total de matchs disputés : 5
- Victoires du Chili : 2
- Victoires du Canada : 1
- Matchs nuls : 2
- Total de buts marqués par le Chili : 4
- Total de buts marqués par le Canada : 2

### Chine

#### Confrontations
Confrontations entre la Chine et le Chili en matchs officiels.
|   | Date         | Lieu    | Match         | Score | Compétition  |
| - | ------------ | ------- | ------------- | ----- | ------------ |
| 1 | 28 mars 2003 | Tianjin | Chine - Chili | 0-0   | Match amical |

#### Bilan
- Total de matchs disputés : 1
- Victoires du Chili : 0
- Victoires de la Chine : 0
- Matchs nuls : 1
- Total de buts marqués par le Chili : 0
- Total de buts marqués par la Chine : 0

### Colombie

#### Confrontations
Confrontations entre le Chili et la Colombie en matchs officiels.
|    | Date               | Lieu           | Match            | Score           | Compétition                                                                      |
| -- | ------------------ | -------------- | ---------------- | --------------- | -------------------------------------------------------------------------------- |
| 1  | 31 janvier 1945    | Santiago       | Chili - Colombie | 2-0             | Championnat sud-américain de football de 1945                                    |
| 2  | 29 décembre 1947   | Guayaquil      | Chili - Colombie | 4-1             | Championnat sud-américain de football de 1947                                    |
| 3  | 20 avril 1949      | Rio de Janeiro | Colombie - Chili | 1-1             | Championnat sud-américain de football de 1949                                    |
| 4  | 21 mars 1957       | Lima           | Chili - Colombie | 3-2             | Championnat sud-américain de football de 1957                                    |
| 5  | 1er août 1965      | Santiago       | Chili - Colombie | 7-2             | Tours préliminaires à la Coupe du monde de football 1966 : zone Amérique du Sud  |
| 6  | 7 août 1965        | Barranquilla   | Colombie - Chili | 2-0             | Tours préliminaires à la Coupe du monde de football 1966 : zone Amérique du Sud  |
| 7  | 30 novembre 1966   | Santiago       | Chili - Colombie | 5-2             | Championnat sud-américain de football de 1967 (tour préliminaire)                |
| 8  | 11 décembre 1966   | Bogota         | Colombie - Chili | 0-0             | Championnat sud-américain de football de 1967 (tour préliminaire)                |
| 9  | 15 juin 1969       | Bogota         | Colombie - Chili | 0-0             | Match amical                                                                     |
| 10 | 15 août 1979       | Bogota         | Colombie - Chili | 1-0             | Copa América 1979 (gr. A)                                                        |
| 11 | 5 septembre 1979   | Santiago       | Chili - Colombie | 2-0             | Copa América 1979 (gr. A)                                                        |
| 12 | 10 mars 1981       | Santiago       | Chili - Colombie | 1-0             | Match amical                                                                     |
| 13 | 19 mars 1981       | Bogota         | Colombie - Chili | 1-2             | Match amical                                                                     |
| 14 | 14 juillet 1983    | Bogota         | Colombie - Chili | 2-2             | Match amical                                                                     |
| 15 | 21 février 1985    | Santiago       | Chili - Colombie | 1-1             | Match amical                                                                     |
| 16 | 8 juillet 1987     | Córdoba        | Chili - Colombie | 2-1 (ap)        | Copa América 1987 (demi-finale)                                                  |
| 17 | 5 février 1989     | Bogota         | Colombie - Chili | 1-0             | Match amical                                                                     |
| 18 | 17 juillet 1991    | Santiago       | Chili - Colombie | 1-1             | Copa América 1991 (tour final)                                                   |
| 19 | 30 mai 1993        | Santiago       | Chili - Colombie | 1-1             | Match amical                                                                     |
| 20 | 6 juin 1993        | Bogota         | Colombie - Chili | 1-0             | Match amical                                                                     |
| 21 | 1er septembre 1996 | Barranquilla   | Colombie - Chili | 4-1             | Qualification pour la Coupe du monde 1998 : zone Amérique du Sud                 |
| 22 | 5 juillet 1997     | Santiago       | Chili - Colombie | 4-1             | Qualification pour la Coupe du monde 1998 : zone Amérique du Sud                 |
| 23 | 22 avril 1998      | Santiago       | Chili - Colombie | 2-2             | Match amical                                                                     |
| 24 | 11 juillet 1999    | Luque          | Chili - Colombie | 3-2             | Copa América 1999 (quart de finale)                                              |
| 25 | 2 septembre 2000   | Santiago       | Chili - Colombie | 0-1             | Tours préliminaires à la Coupe du monde de football 2002 : zone Amérique du Sud  |
| 26 | 17 juillet 2001    | Barranquilla   | Colombie - Chili | 2-0             | Copa América 2001 (gr. A)                                                        |
| 27 | 7 novembre 2001    | Bogota         | Colombie - Chili | 3-1             | Tours préliminaires à la Coupe du monde de football 2002 : zone Amérique du Sud  |
| 28 | 5 septembre 2004   | Santiago       | Chili - Colombie | 0-0             | Phase qualificative de la Coupe du monde de football 2006 : zone Amérique du Sud |
| 29 | 8 octobre 2005     | Barranquilla   | Colombie - Chili | 1-1             | Phase qualificative de la Coupe du monde de football 2006 : zone Amérique du Sud |
| 30 | 16 août 2006       | Santiago       | Chili - Colombie | 1-2             | Match amical                                                                     |
| 31 | 10 septembre 2008  | Santiago       | Chili - Colombie | 4-0             | Éliminatoires de la Coupe du monde de football 2010 : zone Amérique du Sud       |
| 32 | 10 octobre 2009    | Medellín       | Colombie - Chili | 2-4             | Éliminatoires de la Coupe du monde de football 2010 : zone Amérique du Sud       |
| 33 | 29 mars 2011       | La Haye        | Chili - Colombie | 2-0             | Match amical                                                                     |
| 34 | 11 septembre 2012  | Santiago       | Chili - Colombie | 1-3             | Éliminatoires de la Coupe du monde de football 2014 : zone Amérique du Sud       |
| 35 | 11 octobre 2013    | Barranquilla   | Colombie - Chili | 3-3             | Éliminatoires de la Coupe du monde de football 2014 : zone Amérique du Sud       |
| 36 | 12 novembre 2015   | Santiago       | Chili - Colombie | 1-1             | Éliminatoires de la Coupe du monde de football 2018 : zone Amérique du Sud       |
| 37 | 22 juin 2016       | Chicago        | Colombie - Chili | 0-2             | Copa América Centenario (demi-finale)                                            |
| 38 | 11 novembre 2016   | Barranquilla   | Colombie - Chili | 0-0             | Éliminatoires de la Coupe du monde de football 2018 : zone Amérique du Sud       |
| 39 | 28 juin 2019       | São Paulo      | Colombie - Chili | 0-0 (tab : 4-5) | Copa América 2019 (quart de finale)                                              |
| 40 | 12 octobre 2019    | Alicante       | Chili - Colombie | 0-0             | Match amical                                                                     |
| 38 | 13 octobre 2020    | Santiago       | Chili - Colombie | 2-2             | Éliminatoires de la Coupe du monde de football 2022 : zone Amérique du Sud       |
| 39 | 9 septembre 2021   | Barranquilla   | Colombie - Chili | 3-1             | Éliminatoires de la Coupe du monde de football 2022 : zone Amérique du Sud       |
| 40 | 12 septembre 2023  | Santiago       | Chili - Colombie | 0-0             | Éliminatoires de la Coupe du monde de football 2026 : zone Amérique du Sud       |
| 41 | 15 octobre 2024    | Barranquilla   | Colombie - Chili | 4-0             | Éliminatoires de la Coupe du monde de football 2026 : zone Amérique du Sud       |

#### Bilan
Au 14 septembre 2023 :
- Total de matchs disputés : 41
- Victoires de la Colombie :
- Victoires du Chili : 15
- Matchs nuls : 17
- Total de buts marqués par la Colombie : 57
- Total de buts marqués par le Chili : 68

### Corée du Nord
Confrontations en matchs officiels entre le Chili et la équipe de Corée du Nord de football :
|   | Date            | Lieu          | Match                 | Score | Compétition                 |
| - | --------------- | ------------- | --------------------- | ----- | --------------------------- |
| 1 | 15 juillet 1966 | Middlesbrough | Corée du Nord - Chili | 1-1   | Coupe du monde 1966 (gr. D) |

Bilan partiel
- Total de matchs disputés : 1
- Victoires de l'équipe du Chili : 0
- Victoires de l'équipe de Corée du Nord : 0
- Matchs nuls : 1

### Corée du Sud

#### Confrontations
Confrontations entre la Corée du Sud et le Chili en matchs officiels.
|   | Date              | Lieu    | Match                | Score | Compétition  |
| - | ----------------- | ------- | -------------------- | ----- | ------------ |
| 1 | 31 janvier 2008   | Séoul   | Corée du Sud - Chili | 0-1   | Match amical |
| 2 | 11 septembre 2018 | Pusan   | Corée du Sud - Chili | 0-0   | Match amical |
| 3 | 6 juin 2022       | Daejeon | Corée du Sud - Chili | 2-0   | Match amical |

#### Bilan
Au 12 juillet 2022 :
- Total de matchs disputés : 3
- Victoires du Chili : 1
- Victoires de la Corée du Sud : 1
- Matchs nuls : 1
- Total de buts marqués par le Chili : 1
- Total de buts marqués par la Corée du Sud : 2

### Costa Rica

#### Confrontations
Confrontations entre le Costa Rica et le Chili en matchs officiels.
|    | Date             | Lieu       | Match              | Score | Compétition                               |
| -- | ---------------- | ---------- | ------------------ | ----- | ----------------------------------------- |
| 1  | 8 mars 1956      | Mexico     | Costa Rica - Chili | 2-1   | Championnat panaméricain de football 1956 |
| 2  | 25 août 1996     | Liberia    | Costa Rica - Chili | 1-1   | Match amical                              |
| 3  | 29 mai 1999      | Concepción | Chili - Costa Rica | 3-0   | Match amical                              |
| 4  | 2 février 2000   | San José   | Costa Rica - Chili | 1-0   | Match amical                              |
| 5  | 30 avril 2003    | Santiago   | Chili - Costa Rica | 1-0   | Match amical                              |
| 6  | 8 juin 2003      | San José   | Costa Rica - Chili | 1-0   | Match amical                              |
| 7  | 14 juillet 2004  | Tacna      | Costa Rica - Chili | 2-1   | Copa América 2004 (gr. C)                 |
| 8  | 28 mars 2007     | Talca      | Chili - Costa Rica | 1-1   | Match amical                              |
| 9  | 2 juin 2007      | San José   | Costa Rica - Chili | 2-0   | Match amical                              |
| 10 | 22 janvier 2014  | Coquimbo   | Chili - Costa Rica | 4-0   | Match amical                              |
| 11 | 16 novembre 2018 | Rancagua   | Chili - Costa Rica | 2-3   | Match amical                              |

#### Bilan
Au 30 novembre 2018 :
- Total de matchs disputés : 11
- Victoires du Chili : 3
- Victoires du Costa Rica : 6
- Matchs nuls : 2
- Total de buts marqués par le Chili : 14
- Total de buts marqués par le Costa Rica : 13

### Côte d'Ivoire

#### Confrontations
Confrontations entre la Côte d'Ivoire et le Chili en matchs officiels.
|   | Date        | Lieu   | Match                 | Score | Compétition  |
| - | ----------- | ------ | --------------------- | ----- | ------------ |
| 1 | 30 mai 2006 | Vittel | Côte d'Ivoire - Chili | 1-1   | Match amical |

#### Bilan
- Total de matchs disputés : 1
- Victoires du Chili : 0
- Victoires de la Côte d'Ivoire : 0
- Matchs nuls : 1
- Total de buts marqués par le Chili : 1
- Total de buts marqués par la Côte d'Ivoire : 1

### Croatie

#### Confrontations
Confrontations entre la Croatie et le Chili en matchs officiels.
|   | Date            | Lieu    | Match           | Score | Compétition    |
| - | --------------- | ------- | --------------- | ----- | -------------- |
| 1 | 11 janvier 2017 | Nanning | Croatie - Chili | 1-1   | Tournoi amical |

#### Bilan
- Total de matchs disputés : 1
- Victoires du Chili : 0
- Victoires de la Croatie : 0
- Matchs nuls : 1
- Total de buts marqués par le Chili : 1
- Total de buts marqués par la Croatie : 1

### Cuba
Confrontations entre Cuba et le Chili :
| Date         | Lieu             | Match        | Score | Compétition  |
| ------------ | ---------------- | ------------ | ----- | ------------ |
| 9 mai 2007   | Osorno Chili     | Chili - Cuba | 3-0   | Match amical |
| 16 mai 2007  | Temuco Chili     | Chili - Cuba | 2-0   | Match amical |
| 11 juin 2023 | Concepción Chili | Chili - Cuba | 3-0   | March amical |

Bilan
- Total de matchs disputés : 3
- Victoires de l'équipe de Cuba : 0
- Victoires de l'équipe du Chili : 3
- Match nul : 0

## D

### Danemark

#### Confrontations
Confrontations entre le Danemark et le Chili en matchs officiels.
|   | Date         | Lieu    | Match            | Score | Compétition  |
| - | ------------ | ------- | ---------------- | ----- | ------------ |
| 1 | 12 août 2009 | Brøndby | Danemark - Chili | 1-2   | Match amical |
| 2 | 27 mars 2018 | Aalborg | Danemark - Chili | 0-0   | Match amical |

#### Bilan
- Total de matchs disputés : 2
- Victoires du Chili : 1
- Victoires du Danemark : 0
- Matchs nuls : 1
- Total de buts marqués par le Chili : 2
- Total de buts marqués par le Danemark : 1

## E

### Écosse

#### Confrontations
Confrontations entre l'Écosse et le Chili en matchs officiels.
|   | Date         | Lieu     | Match          | Score | Compétition  |
| - | ------------ | -------- | -------------- | ----- | ------------ |
| 1 | 15 juin 1977 | Santiago | Chili - Écosse | 2-4   | Match amical |
| 2 | 30 mai 1989  | Glasgow  | Écosse - Chili | 2-0   | Match amical |

#### Bilan
- Total de matchs disputés : 2
- Victoires du Chili : 0
- Victoires de l'Écosse : 2
- Matchs nuls : 0
- Total de buts marqués par le Chili : 2
- Total de buts marqués par l'Écosse : 6

### Égypte

#### Confrontations
Confrontations entre l'Égypte et le Chili en matchs officiels.
|   | Date           | Lieu     | Match          | Score | Compétition  |
| - | -------------- | -------- | -------------- | ----- | ------------ |
| 1 | 3 juin 1989    | Le Caire | Égypte - Chili | 2-0   | Match amical |
| 2 | 6 février 2013 | Madrid   | Chili - Égypte | 2-1   | Match amical |
| 3 | 30 mai 2014    | Santiago | Chili - Égypte | 3-2   | Match amical |

#### Bilan
- Total de matchs disputés : 3
- Victoires du Chili : 2
- Victoires de l'Égypte : 1
- Matchs nuls : 0
- Total de buts marqués par le Chili : 5
- Total de buts marqués par l'Égypte : 5

### Émirats arabes unis

#### Confrontations
Confrontations entre les Émirats arabes unis et le Chili en matchs officiels.
|   | Date           | Lieu      | Match                       | Score | Compétition  |
| - | -------------- | --------- | --------------------------- | ----- | ------------ |
| 1 | 9 octobre 2010 | Abou Dabi | Émirats arabes unis - Chili | 0-2   | Match amical |

#### Bilan
- Total de matchs disputés : 1
- Victoires du Chili : 1
- Victoires des Émirats arabes unis : 0
- Matchs nuls : 0
- Total de buts marqués par le Chili : 2
- Total de buts marqués par les Émirats arabes unis : 0

### Équateur

#### Confrontations
Confrontations entre l'Équateur et le Chili en matchs officiels.
|    | Date              | Lieu           | Match            | Score           | Compétition                                                                     |
| -- | ----------------- | -------------- | ---------------- | --------------- | ------------------------------------------------------------------------------- |
| 1  | 5 février 1939    | Lima           | Chili - Équateur | 4-1             | Championnat sud-américain de football de 1939                                   |
| 2  | 2 février 1941    | Santiago       | Chili - Équateur | 5-0             | Championnat sud-américain de football de 1941                                   |
| 3  | 5 février 1942    | Montevideo     | Chili - Équateur | 2-1             | Championnat sud-américain de football de 1942                                   |
| 4  | 14 janvier 1945   | Santiago       | Chili - Équateur | 6-3             | Championnat sud-américain de football de 1945                                   |
| 5  | 11 décembre 1947  | Guayaquil      | Équateur - Chili | 0-3             | Championnat sud-américain de football de 1947                                   |
| 6  | 17 avril 1949     | Rio de Janeiro | Chili - Équateur | 1-0             | Championnat sud-américain de football de 1949                                   |
| 7  | 19 mars 1953      | Lima           | Chili - Équateur | 3-0             | Championnat sud-américain de football de 1953                                   |
| 8  | 27 février 1955   | Santiago       | Chili - Équateur | 7-1             | Championnat sud-américain de football de 1955                                   |
| 9  | 24 mars 1957      | Lima           | Chili - Équateur | 2-2             | Championnat sud-américain de football de 1957                                   |
| 10 | 15 août 1965      | Guayaquil      | Équateur - Chili | 2-2             | Qualifications pour la Coupe du monde 1966 (zone AmSud - gr. 2)                 |
| 11 | 22 août 1965      | Santiago       | Chili - Équateur | 3-1             | Qualifications pour la Coupe du monde 1966 (zone AmSud - gr. 2)                 |
| 12 | 12 octobre 1965   | Lima           | Chili - Équateur | 2-1             | Qualifications pour la Coupe du monde 1966 (zone AmSud - gr. 2 : match d'appui) |
| 13 | 27 juillet 1969   | Santiago       | Chili - Équateur | 4-1             | Qualifications pour la Coupe du monde 1970 (zone AmSud - gr. 3)                 |
| 14 | 3 août 1969       | Guayaquil      | Équateur - Chili | 1-1             | Qualifications pour la Coupe du monde 1970 (zone AmSud - gr. 3)                 |
| 15 | 14 juin 1972      | Natal          | Chili - Équateur | 2-1             | Tournoi amical                                                                  |
| 16 | 24 avril 1973     | Guayaquil      | Équateur - Chili | 1-1             | Match amical                                                                    |
| 17 | 27 février 1977   | Guayaquil      | Équateur - Chili | 0-1             | Qualifications pour la Coupe du monde 1978 (zone AmSud - gr. 3)                 |
| 18 | 20 mars 1977      | Santiago       | Chili - Équateur | 3-0             | Qualifications pour la Coupe du monde 1978 (zone AmSud - gr. 3)                 |
| 19 | 13 juin 1979      | Santiago       | Chili - Équateur | 0-0             | Match amical                                                                    |
| 20 | 21 juin 1979      | Guayaquil      | Équateur - Chili | 1-2             | Match amical                                                                    |
| 21 | 24 mai 1981       | Guayaquil      | Équateur - Chili | 0-0             | Qualifications pour la Coupe du monde 1982 (zone AmSud - gr. 3)                 |
| 22 | 14 juin 1981      | Santiago       | Chili - Équateur | 2-0             | Qualifications pour la Coupe du monde 1982 (zone AmSud - gr. 3)                 |
| 23 | 3 mars 1985       | Quito          | Équateur - Chili | 1-1             | Qualifications pour la Coupe du monde 1986 (zone AmSud - gr. 2)                 |
| 24 | 17 mars 1985      | Santiago       | Chili - Équateur | 6-2             | Qualifications pour la Coupe du monde 1986 (zone AmSud - gr. 2)                 |
| 25 | 13 septembre 1988 | La Serena      | Chili - Équateur | 3-1             | Match amical                                                                    |
| 26 | 29 septembre 1988 | Asuncion       | Équateur - Chili | 0-0 (tab : 4-3) | Tournoi amical                                                                  |
| 27 | 29 janvier 1989   | Guayaquil      | Équateur - Chili | 1-0             | Match amical                                                                    |
| 28 | 11 juillet 1989   | Goiânia        | Chili - Équateur | 2-1             | Copa América 1989 (gr. B)                                                       |
| 29 | 19 juin 1991      | Guayaquil      | Équateur - Chili | 2-1             | Match amical                                                                    |
| 30 | 30 juin 1991      | Santiago       | Chili - Équateur | 3-1             | Match amical                                                                    |
| 31 | 9 juin 1993       | Quito          | Équateur - Chili | 1-2             | Match amical                                                                    |
| 32 | 6 juillet 1996    | Santiago       | Chili - Équateur | 4-1             | Qualification pour la Coupe du monde 1998 : zone Amérique du Sud                |
| 33 | 8 juin 1997       | Quito          | Équateur - Chili | 1-1             | Qualification pour la Coupe du monde 1998 : zone Amérique du Sud                |
| 34 | 17 juin 1997      | Cochabamba     | Équateur - Chili | 2-1             | Copa América 1997 (gr. A)                                                       |
| 35 | 23 juin 1999      | Santiago       | Chili - Équateur | 0-0             | Match amical                                                                    |
| 36 | 8 octobre 2000    | Quito          | Équateur - Chili | 1-0             | Qualification pour la Coupe du monde 2002 : zone Amérique du Sud                |
| 37 | 11 juillet 2001   | Barranquilla   | Chili - Équateur | 4-1             | Copa América 2001 (gr. A)                                                       |
| 38 | 14 novembre 2001  | Santiago       | Chili - Équateur | 0-0             | Qualification pour la Coupe du monde 2002 : zone Amérique du Sud                |
| 39 | 10 octobre 2004   | Quito          | Équateur - Chili | 2-0             | Qualification pour la Coupe du monde 2006 : zone Amérique du Sud                |
| 40 | 9 février 2005    | Viña del Mar   | Chili - Équateur | 3-0             | Match amical                                                                    |
| 41 | 12 octobre 2005   | Santiago       | Chili - Équateur | 0-0             | Qualification pour la Coupe du monde 2006 : zone Amérique du Sud                |
| 42 | 27 juin 2007      | Puerto Ordaz   | Chili - Équateur | 3-2             | Copa América 2007 (gr. B)                                                       |
| 43 | 12 octobre 2008   | Quito          | Équateur - Chili | 1-0             | Éliminatoires de la Coupe du monde de football 2010 : zone Amérique du Sud      |
| 44 | 14 octobre 2009   | Santiago       | Chili - Équateur | 2-0             | Éliminatoires de la Coupe du monde de football 2010 : zone Amérique du Sud      |
| 45 | 15 août 2012      | New York       | Équateur - Chili | 3-0             | Match amical                                                                    |
| 46 | 12 octobre 2012   | Quito          | Équateur - Chili | 3-1             | Éliminatoires de la Coupe du monde de football 2014 : zone Amérique du Sud      |
| 47 | 15 octobre 2013   | Santiago       | Chili - Équateur | 2-1             | Éliminatoires de la Coupe du monde de football 2014 : zone Amérique du Sud      |
| 48 | 16 juin 2015      | Santiago       | Chili - Équateur | 2-0             | Copa América 2015 (gr. A)                                                       |
| 49 | 6 octobre 2016    | Quito          | Équateur - Chili | 3-0             | Éliminatoires de la Coupe du monde de football 2018 : zone Amérique du Sud      |
| 50 | 5 octobre 2017    | Santiago       | Chili - Équateur | 2-1             | Éliminatoires de la Coupe du monde de football 2018 : zone Amérique du Sud      |
| 51 | 21 juin 2019      | Salvador       | Équateur - Chili | 1-2             | Copa América 2019 (gr. C)                                                       |
| 52 | 5 septembre 2021  | Quito          | Équateur - Chili | 0-0             | Éliminatoires de la Coupe du monde de football 2022 : zone Amérique du Sud      |
| 53 | 16 novembre 2021  | Santiago       | Chili - Équateur | 0-2             | Éliminatoires de la Coupe du monde de football 2022 : zone Amérique du Sud      |
| 54 | 21 novembre 2024  | Quito          | Équateur - Chili | 1-0             | Éliminatoires de la Coupe du monde de football 2026 : zone Amérique du Sud      |
| 55 | 25 mars 2025      | Santiago       | Chili - Équateur | 0-0             | Éliminatoires de la Coupe du monde de football 2026 : zone Amérique du Sud      |

#### Bilan
Au 26 novembre 2023
- Total de matchs disputés : 55
- Victoires du Chili : 29
- Victoires de l'Équateur : 12
- Matchs nuls : 15
- Total de buts marqués par le Chili : 97
- Total de buts marqués par l'Équateur : 53

### Espagne
Confrontations entre l'Espagne et le Chili :
|    | Date              | Lieu           | Match           | Score | Compétition                 |
| -- | ----------------- | -------------- | --------------- | ----- | --------------------------- |
| 1  | 29 juin 1950      | Rio de Janeiro | Espagne - Chili | 2-0   | Coupe du monde 1950 (gr. B) |
| 2  | 12 juillet 1953   | Santiago       | Chili - Espagne | 1-2   | Match amical                |
| 3  | 14 juillet 1960   | Santiago       | Chili - Espagne | 0-4   | Match amical                |
| 4  | 17 juillet 1960   | Santiago       | Chili - Espagne | 1-4   | Match amical                |
| 5  | 5 juillet 1981    | Santiago       | Chili - Espagne | 1-1   | Match amical                |
| 6  | 8 septembre 1993  | Alicante       | Espagne - Chili | 2-0   | Match amical                |
| 7  | 19 novembre 2008  | Vila-real      | Espagne - Chili | 3-0   | Match amical                |
| 8  | 25 juin 2010      | Tshwane        | Espagne - Chili | 2-1   | Coupe du monde 2010 (gr. H) |
| 9  | 2 septembre 2011  | Saint-Gall     | Espagne - Chili | 3-2   | Match amical                |
| 10 | 10 septembre 2013 | Genève         | Espagne - Chili | 2-2   | Match amical                |
| 11 | 18 juin 2014      | Rio de Janeiro | Espagne - Chili | 0-2   | Coupe du monde 2014 (gr. B) |

#### Bilan
- Total de matchs disputés : 11
- Victoires de l'équipe d'Espagne : 8
- Victoires de l'équipe du Chili : 1
- Matchs nul : 2

### Estonie

#### Confrontations
Confrontations entre l'Estonie et le Chili en matchs officiels.
|   | Date         | Lieu     | Match           | Score | Compétition  |
| - | ------------ | -------- | --------------- | ----- | ------------ |
| 1 | 19 juin 2011 | Santiago | Chili - Estonie | 4-0   | Match amical |

#### Bilan
- Total de matchs disputés : 1
- Victoires du Chili : 1
- Victoires de l'Estonie : 0
- Matchs nuls : 0
- Total de buts marqués par le Chili : 4
- Total de buts marqués par l'Estonie : 0

### États-Unis

#### Confrontations
Confrontations entre les États-Unis et le Chili en matchs officiels.
|    | Date            | Lieu            | Match              | Score | Compétition                                |
| -- | --------------- | --------------- | ------------------ | ----- | ------------------------------------------ |
| 1  | 2 juillet 1950  | Recife          | Chili - États-Unis | 5-2   | Coupe du monde de football de 1950 (gr. B) |
| 2  | 1er juin 1988   | Stockton        | États-Unis - Chili | 1-1   | Match amical                               |
| 3  | 3 juin 1988     | San Diego       | États-Unis - Chili | 1-3   | Match amical                               |
| 4  | 5 juin 1988     | Fresno          | États-Unis - Chili | 0-3   | Match amical                               |
| 5  | 30 avril 1994   | Albuquerque     | États-Unis - Chili | 0-2   | Match amical                               |
| 6  | 8 juillet 1995  | Paysandú        | États-Unis - Chili | 2-1   | Copa América 1995 (gr. C)                  |
| 7  | 21 février 1999 | Fort Lauderdale | États-Unis - Chili | 2-1   | Match amical                               |
| 8  | 29 janvier 2000 | Coquimbo        | Chili - États-Unis | 1-2   | Match amical                               |
| 9  | 22 janvier 2011 | Carson          | États-Unis - Chili | 1-1   | Match amical                               |
| 10 | 29 janvier 2015 | Rancagua        | Chili - États-Unis | 3-2   | Match amical                               |
| 11 | 26 mars 2019    | Houston         | États-Unis - Chili | 1-1   | Match amical                               |

#### Bilan
Au 27 mars 2019 :
- Total de matchs disputés : 11
- Victoires du Chili : 5
- Victoires des États-Unis : 3
- Matchs nuls : 3
- Total de buts marqués par le Chili : 22
- Total de buts marqués par les États-Unis : 14

## F

### Finlande

#### Confrontations
Confrontations entre la Finlande et le Chili en matchs officiels.
|   | Date           | Lieu         | Match            | Score | Compétition  |
| - | -------------- | ------------ | ---------------- | ----- | ------------ |
| 1 | 8 février 1985 | Viña del Mar | Chili - Finlande | 2-0   | Match amical |

#### Bilan
- Total de matchs disputés : 1
- Victoires du Chili : 1
- Victoires de la Finlande : 0
- Matchs nuls : 0
- Total de buts marqués par le Chili : 2
- Total de buts marqués par la Finlande : 0

### France

#### Confrontations
Confrontations entre l'équipe de France de football et l'équipe du Chili de football
|   | Date               | Lieu        | Match          | Score | Compétition                 |
| - | ------------------ | ----------- | -------------- | ----- | --------------------------- |
| 1 | 19 juillet 1930    | Montevideo  | Chili - France | 1-0   | Coupe du monde 1930 (gr. A) |
| 2 | 16 mars 1960       | Paris       | France - Chili | 6-0   | Match amical                |
| 3 | 22 mars 1994       | Lyon        | France - Chili | 3-1   | Match amical                |
| 4 | 1er septembre 2001 | Santiago    | Chili - France | 2-1   | Match amical                |
| 5 | 10 août 2011       | Montpellier | France - Chili | 1-1   | Match amical                |
| 6 | 26 mars 2024       | Marseille   | France - Chili | 3-2   | Match amical                |

#### Bilan
- Total de matchs disputés : 6
- Victoires de l'équipe de France :
- Matchs nuls : 1
- Victoires de l'équipe du Chili :
- Total de buts marqués par l'équipe de France : 14
- Total de buts marqués par l'équipe du Chili : 7

## G

### Ghana

#### Confrontations
Confrontations entre le Ghana et le Chili en matchs officiels.
|   | Date            | Lieu    | Match         | Score           | Compétition      |
| - | --------------- | ------- | ------------- | --------------- | ---------------- |
| 1 | 29 février 2012 | Chester | Chili - Ghana | 1-1             | Match amical     |
| 2 | 14 juin 2022    | Osaka   | Chili - Ghana | 0-0 (tab) : 1-3 | Coupe Kirin 2022 |

#### Bilan
- Total de matchs disputés : 2
- Victoires du Chili : 1
- Victoires du Ghana : 3
- Matchs nuls : 2
- Total de buts marqués par le Chili : 2
- Total de buts marqués par le Ghana : 5

### Grèce

#### Confrontations
Confrontations entre la Grèce et le Chili en matchs officiels.
|   | Date        | Lieu    | Match         | Score | Compétition    |
| - | ----------- | ------- | ------------- | ----- | -------------- |
| 1 | 23 mai 1988 | Toronto | Grèce - Chili | 1-0   | Tournoi amical |

#### Bilan
- Total de matchs disputés : 1
- Victoires du Chili : 0
- Victoires de la Grèce : 1
- Matchs nuls : 0
- Total de buts marqués par le Chili : 0
- Total de buts marqués par la Grèce : 1

### Guatemala

#### Confrontations
Confrontations entre le Guatemala et le Chili en matchs officiels.
|   | Date            | Lieu        | Match             | Score | Compétition    |
| - | --------------- | ----------- | ----------------- | ----- | -------------- |
| 1 | 5 mai 1989      | Los Angeles | Guatemala - Chili | 0-1   | Tournoi amical |
| 2 | 7 novembre 1997 | Antofagasta | Chili - Guatemala | 4-1   | Match amical   |
| 3 | 17 février 1999 | Guatemala   | Guatemala - Chili | 1-1   | Match amical   |
| 4 | 5 février 2000  | Guatemala   | Guatemala - Chili | 2-1   | Match amical   |
| 5 | 4 juin 2008     | Rancagua    | Chili - Guatemala | 2-0   | Match amical   |

#### Bilan
- Total de matchs disputés : 5
- Victoires du Chili : 3
- Victoires du Guatemala : 1
- Matchs nuls : 1
- Total de buts marqués par le Chili : 9
- Total de buts marqués par le Guatemala : 4

### Guinée

#### Confrontations
Confrontations entre la Guinée et le Chili en matchs officiels.
|   | Date            | Lieu     | Match          | Score | Compétition  |
| - | --------------- | -------- | -------------- | ----- | ------------ |
| 1 | 15 octobre 2019 | Alicante | Chili - Guinée | 3-2   | Match amical |

#### Bilan
Au 3 novembre 2019
- Total de matchs disputés : 1
- Victoires du Chili : 1
- Matchs nuls : 0
- Victoires de la Guinée : 0
- Total de buts marqués par le Chili : 3
- Total de buts marqués par la Guinée : 2

## H

### Haïti

#### Confrontations
Confrontations entre Haïti et le Chili en matchs officiels.
|   | Date             | Lieu            | Match         | Score | Compétition  |
| - | ---------------- | --------------- | ------------- | ----- | ------------ |
| 1 | 9 février 1972   | Port-au-Prince  | Haïti - Chili | 1-0   | Match amical |
| 2 | 14 avril 1973    | Port-au-Prince  | Haïti - Chili | 1-1   | Match amical |
| 3 | 24 avril 1974    | Port-au-Prince  | Haïti - Chili | 0-1   | Match amical |
| 4 | 26 avril 1974    | Port-au-Prince  | Haïti - Chili | 0-0   | Match amical |
| 5 | 23 mai 2007      | Port-au-Prince  | Haïti - Chili | 0-0   | Match amical |
| 6 | 19 janvier 2013  | Concepción      | Chili - Haïti | 3-0   | Match amical |
| 7 | 9 septembre 2014 | Fort Lauderdale | Chili - Haïti | 1-0   | Match amical |
| 8 | 6 juin 2019      | La Serena       | Chili - Haïti | 2-1   | Match amical |

#### Bilan
Au 14 juin 2019 :
- Total de matchs disputés : 8
- Victoires du Chili : 4
- Victoires d'Haïti : 1
- Matchs nuls : 3
- Total de buts marqués par le Chili : 8
- Total de buts marqués par Haïti : 3

### Honduras

#### Confrontations
Confrontations entre le Honduras et le Chili en matchs officiels.
|   | Date              | Lieu            | Match            | Score | Compétition                 |
| - | ----------------- | --------------- | ---------------- | ----- | --------------------------- |
| 1 | 26 janvier 1997   | Santiago        | Chili - Honduras | 3-2   | Match amical                |
| 2 | 22 mars 2000      | Santiago        | Chili - Honduras | 5-2   | Match amical                |
| 3 | 21 mars 2001      | San Pedro Sula  | Honduras - Chili | 3-1   | Match amical                |
| 4 | 11 juin 2003      | San Pedro Sula  | Honduras - Chili | 1-2   | Match amical                |
| 5 | 18 janvier 2009   | Fort Lauderdale | Honduras - Chili | 2-0   | Match amical                |
| 6 | 16 juin 2010      | Nelspruit       | Honduras - Chili | 0-1   | Coupe du monde 2010 (gr. H) |
| 7 | 20 novembre 2018  | Temuco          | Chili - Honduras | 4-1   | Match amical                |
| 8 | 10 septembre 2019 | San Pedro Sula  | Honduras - Chili | 2-1   | Match amical                |

#### Bilan
Au 3 novembre 2019 :
- Total de matchs disputés : 8
- Victoires du Chili : 5
- Victoires du Honduras : 3
- Matchs nuls : 0
- Total de buts marqués par le Chili : 17
- Total de buts marqués par le Honduras : 13

### Hongrie

#### Confrontations
Confrontations entre la Hongrie et le Chili en matchs officiels.
|   | Date             | Lieu     | Match           | Score | Compétition  |
| - | ---------------- | -------- | --------------- | ----- | ------------ |
| 1 | 9 décembre 1961  | Santiago | Chili - Hongrie | 5-1   | Match amical |
| 2 | 13 décembre 1961 | Santiago | Chili - Hongrie | 0-0   | Match amical |

#### Bilan
- Total de matchs disputés : 2
- Victoires du Chili : 1
- Victoires de la Hongrie : 0
- Matchs nuls : 1
- Total de buts marqués par le Chili : 5
- Total de buts marqués par la Hongrie : 1

## I

### Irak

#### Confrontations
Confrontations entre l'Irak et le Chili en matchs officiels.
|   | Date         | Lieu       | Match        | Score | Compétition  |
| - | ------------ | ---------- | ------------ | ----- | ------------ |
| 1 | 14 août 2013 | Copenhague | Chili - Irak | 6-0   | Match amical |

#### Bilan
- Total de matchs disputés : 1
- Victoires du Chili : 1
- Victoires de l'Irak : 0
- Matchs nuls : 0
- Total de buts marqués par le Chili : 6
- Total de buts marqués par l'Irak : 0

### Iran

#### Confrontations
Confrontations entre l'Iran et le Chili en matchs officiels.
|   | Date            | Lieu         | Match        | Score           | Compétition    |
| - | --------------- | ------------ | ------------ | --------------- | -------------- |
| 1 | 25 juin 1972    | Recife       | Chili - Iran | 2-1             | Tournoi amical |
| 2 | 31 janvier 1998 | Hong Kong    | Chili - Iran | 1-1 (tab : 2-4) | Tournoi amical |
| 3 | 26 mars 2015    | Sankt Pölten | Iran - Chili | 2-0             | Match amical   |

#### Bilan
- Total de matchs disputés : 3
- Victoires du Chili : 1
- Victoires de l'Iran : 1
- Matchs nuls : 1
- Total de buts marqués par le Chili : 3
- Total de buts marqués par l'Iran : 4

### Irlande

#### Confrontations
Confrontations entre l'Irlande et le Chili en matchs officiels.
|   | Date         | Lieu     | Match           | Score | Compétition    |
| - | ------------ | -------- | --------------- | ----- | -------------- |
| 1 | 30 mars 1960 | Dublin   | Irlande - Chili | 2-0   | Match amical   |
| 2 | 21 juin 1972 | Recife   | Chili - Irlande | 2-1   | Tournoi amical |
| 3 | 12 mai 1974  | Santiago | Chili - Irlande | 1-2   | Match amical   |
| 4 | 21 mai 1982  | Santiago | Chili - Irlande | 1-0   | Match amical   |
| 5 | 22 mai 1991  | Dublin   | Irlande - Chili | 1-1   | Match amical   |
| 6 | 24 mai 2006  | Dublin   | Irlande - Chili | 0-1   | Match amical   |

#### Bilan
- Total de matchs disputés : 6
- Victoires du Chili : 3
- Victoires de l'Irlande : 2
- Matchs nuls : 1
- Total de buts marqués par le Chili : 6
- Total de buts marqués par l'Irlande : 6

### Irlande du Nord

#### Confrontations
Confrontations entre l'Irlande du Nord et le Chili en matchs officiels.
|   | Date        | Lieu       | Match                   | Score | Compétition    |
| - | ----------- | ---------- | ----------------------- | ----- | -------------- |
| 1 | 26 mai 1989 | Belfast    | Irlande du Nord - Chili | 0-1   | Match amical   |
| 2 | 25 mai 1995 | Edmonton   | Chili - Irlande du Nord | 2-1   | Tournoi amical |
| 3 | 30 mai 2010 | Chillán    | Chili - Irlande du Nord | 1-0   | Match amical   |
| 4 | 4 juin 2014 | Valparaíso | Chili - Irlande du Nord | 2-0   | Match amical   |

#### Bilan
- Total de matchs disputés : 4
- Victoires du Chili : 4
- Victoires de l'Irlande du Nord : 0
- Matchs nuls : 0
- Total de buts marqués par le Chili : 6
- Total de buts marqués par l'Irlande du Nord : 1

### Islande

#### Confrontations
Confrontations entre l'Islande et le Chili en matchs officiels.
|   | Date            | Lieu     | Match           | Score | Compétition                                  |
| - | --------------- | -------- | --------------- | ----- | -------------------------------------------- |
| 1 | 22 avril 1995   | Temuco   | Chili - Islande | 1-1   | Match amical                                 |
| 2 | 20 janvier 2001 | Calcutta | Chili - Islande | 2-1   | Millenium Super Soccer Cup (quart de finale) |
| 3 | 15 janvier 2017 | Nanning  | Chili - Islande | 1-0   | Tournoi amical                               |

#### Bilan
- Total de matchs disputés : 3
- Victoires du Chili : 2
- Victoires de l'Islande : 0
- Matchs nuls : 1
- Total de buts marqués par le Chili : 3
- Total de buts marqués par l'Islande : 1

### Israël

#### Confrontations
Confrontations entre Israël et le Chili en matchs officiels.
|   | Date         | Lieu           | Match          | Score | Compétition  |
| - | ------------ | -------------- | -------------- | ----- | ------------ |
| 1 | 26 mars 2008 | Tel-Aviv-Jaffa | Israël - Chili | 1-0   | Match amical |
| 2 | 30 mai 2010  | Concepción     | Chili - Israël | 3-0   | Match amical |

#### Bilan
- Total de matchs disputés : 2
- Victoires du Chili : 1
- Victoires d'Israël : 1
- Matchs nuls : 0
- Total de buts marqués par le Chili : 3
- Total de buts marqués par Israël : 1

### Italie

#### Confrontations
Confrontations en matchs officiels entre l'Italie et le Chili :
|   | Date            | Lieu       | Match          | Score | Compétition                 |
| - | --------------- | ---------- | -------------- | ----- | --------------------------- |
| 1 | 2 juin 1962     | Santiago   | Chili - Italie | 2-0   | Coupe du monde 1962 (gr. B) |
| 2 | 13 juillet 1966 | Sunderland | Italie - Chili | 2-0   | Coupe du monde 1966 (gr. D) |
| 3 | 11 juin 1998    | Bordeaux   | Italie - Chili | 2-2   | Coupe du monde 1998 (gr. B) |

#### Bilan
- Total de matchs disputés : 3
- Victoires de l'équipe du Chili : 1
- Victoires de l'équipe d'Italie : 1
- Match nul : 1

## J

### Jamaïque

#### Confrontations
Confrontations entre la Jamaïque et le Chili en matchs officiels.
|   | Date        | Lieu         | Match            | Score | Compétition  |
| - | ----------- | ------------ | ---------------- | ----- | ------------ |
| 1 | 5 juin 2007 | Kingston     | Jamaïque - Chili | 0-1   | Match amical |
| 2 | 27 mai 2016 | Viña del Mar | Chili - Jamaïque | 1-2   | Match amical |

#### Bilan
- Total de matchs disputés : 2
- Victoires du Chili : 1
- Victoires de la Jamaïque : 1
- Matchs nuls : 0
- Total de buts marqués par le Chili : 2
- Total de buts marqués par la Jamaïque : 2

### Japon

#### Confrontations
Confrontations entre le Chili et le Japon :
|   | Date            | Lieu      | Match         | Score | Compétition               |
| - | --------------- | --------- | ------------- | ----- | ------------------------- |
| 1 | 26 janvier 2008 | Tokyo     | Japon - Chili | 0-0   | Match amical              |
| 2 | 27 mai 2009     | Osaka     | Japon - Chili | 4-0   | Match amical              |
| 3 | 17 juin 2019    | São Paulo | Japon - Chili | 0-4   | Copa América 2019 (gr. C) |

#### Bilan
Au 22 juin 2019 :
- Total de matchs disputés : 3
- Victoires du Chili : 1
- Matchs nuls : 1
- Victoires du Japon : 1
- Total de buts marqués par le Chili : 4
- Total de buts marqués par le Japon : 4

## L

### Lituanie

#### Confrontations
Confrontations entre la Lituanie et le Chili en matchs officiels.
|   | Date          | Lieu     | Match            | Score | Compétition  |
| - | ------------- | -------- | ---------------- | ----- | ------------ |
| 1 | 29 avril 1998 | Santiago | Chili - Lituanie | 1-0   | Match amical |

#### Bilan
- Total de matchs disputés : 1
- Victoires du Chili : 1
- Victoires de la Lituanie : 0
- Matchs nuls : 0
- Total de buts marqués par le Chili : 1
- Total de buts marqués par la Lituanie : 0

## M

### Maroc
Confrontations entre le Chili et le Maroc :
| Date              | Lieu              | Match         | Score | Compétition  |
| ----------------- | ----------------- | ------------- | ----- | ------------ |
| 4 juin 1998       | Paris France      | Maroc - Chili | 1-1   | Match amical |
| 23 septembre 2022 | Barcelone Espagne | Maroc - Chili | 2-0   | Match amical |

#### Bilan
- Total de matchs disputés : 1
- Victoires de l'équipe du Chili : 0 (0 %)
- Victoires de l'équipe du Maroc : 1 (50 %)
- Match nul : 1 (50 %)

### Mexique

#### Confrontations
Confrontations entre le Chili et le Mexique :
|    | Date              | Lieu                  | Match           | Score | Compétition                                   |
| -- | ----------------- | --------------------- | --------------- | ----- | --------------------------------------------- |
| 1  | 5 juin 1928       | Arnhem                | Chili - Mexique | 3-1   | Jeux olympiques 1928 (tournoi de consolation) |
| 2  | 16 juillet 1930   | Montevideo            | Chili - Mexique | 3-0   | Coupe du monde 1930 (gr. A)                   |
| 3  | 26 mars 1952      | Santiago              | Chili - Mexique | 4-0   | Championnat panaméricain de football 1952     |
| 4  | 18 mars 1956      | Mexico                | Mexique - Chili | 2-1   | Championnat panaméricain de football 1956     |
| 5  | 11 mai 1966       | Mexico                | Mexique - Chili | 1-0   | Match amical                                  |
| 6  | 29 mai 1966       | Santiago              | Chili - Mexique | 0-1   | Match amical                                  |
| 7  | 27 août 1968      | Mexico                | Mexique - Chili | 3-1   | Match amical                                  |
| 8  | 23 octobre 1968   | Santiago              | Chili - Mexique | 3-1   | Match amical                                  |
| 9  | 27 janvier 1972   | Guadalajara           | Mexique - Chili | 2-0   | Match amical                                  |
| 10 | 16 août 1972      | Santiago              | Chili - Mexique | 0-2   | Match amical                                  |
| 11 | 29 septembre 1973 | Mexico                | Mexique - Chili | 1-2   | Match amical                                  |
| 12 | 28 octobre 1984   | Mexico                | Mexique - Chili | 0-1   | Match amical                                  |
| 13 | 25 août 1985      | Los Angeles           | Mexique - Chili | 2-1   | Match amical                                  |
| 14 | 9 avril 1991      | Veracruz              | Mexique - Chili | 1-0   | Match amical                                  |
| 15 | 29 mars 1995      | Los Angeles           | Mexique - Chili | 1-2   | Match amical                                  |
| 16 | 7 février 1996    | Viña del Mar          | Chili - Mexique | 2-1   | Match amical                                  |
| 17 | 30 juin 1999      | Ciudad del Este       | Mexique - Chili | 1-0   | Copa América 1999 (gr. B)                     |
| 18 | 17 juillet 1999   | Asuncion              | Mexique - Chili | 2-1   | Copa América 1999 (match pour la 3e place)    |
| 19 | 11 avril 2001     | Monterrey             | Mexique - Chili | 1-0   | Match amical                                  |
| 20 | 22 juillet 2001   | Pereira               | Mexique - Chili | 2-0   | Copa América 2001 (quart de finale)           |
| 21 | 18 février 2004   | Carson                | Mexique - Chili | 1-1   | Match amical                                  |
| 22 | 4 juillet 2007    | Puerto La Cruz        | Mexique - Chili | 0-0   | Copa América 2007 (gr. B)                     |
| 23 | 24 septembre 2008 | Los Angeles           | Mexique - Chili | 0-1   | Match amical                                  |
| 24 | 16 mai 2010       | Mexico                | Mexique - Chili | 1-0   | Match amical                                  |
| 25 | 4 juillet 2011    | San Juan              | Chili - Mexique | 2-1   | Copa América 2011 (gr. C)                     |
| 26 | 4 septembre 2011  | Barcelone             | Mexique - Chili | 1-0   | Match amical                                  |
| 27 | 5 septembre 2014  | Santa Clara           | Mexique - Chili | 0-0   | Match amical                                  |
| 28 | 15 juin 2015      | Santiago              | Chili - Mexique | 3-3   | Copa América 2015 (gr. A)                     |
| 29 | 1er juin 2016     | San Diego             | Mexique - Chili | 1-0   | Match amical                                  |
| 30 | 18 juin 2016      | Santa Clara           | Mexique - Chili | 0-7   | Copa América Centenario (quart de finale)     |
| 31 | 16 octobre 2018   | Santiago de Querétaro | Mexique - Chili | 0-1   | Match amical                                  |
| 32 | 22 mars 2019      | San Diego             | Mexique - Chili | 3-1   | Match amical                                  |

#### Bilan
Au 27 mars 2019 :
- Total de matchs disputés : 32
- Victoires du Chili : 12
- Victoires du Mexique :16
- Matchs nuls : 4
- Total de buts marqués par le Chili : 40
- Total de buts marqués par le Mexique : 36

## N

### Nouvelle-Zélande

#### Confrontations
Confrontations entre la Nouvelle-Zélande et le Chili en matchs officiels.
|   | Date           | Lieu        | Match                    | Score | Compétition    |
| - | -------------- | ----------- | ------------------------ | ----- | -------------- |
| 1 | 16 juin 1995   | Antofagasta | Chili - Nouvelle-Zélande | 3-1   | Tournoi amical |
| 2 | 4 février 1998 | Auckland    | Nouvelle-Zélande - Chili | 0-0   | Match amical   |
| 3 | 24 avril 2006  | Rancagua    | Chili - Nouvelle-Zélande | 4-1   | Match amical   |
| 4 | 27 avril 2006  | La Calera   | Chili - Nouvelle-Zélande | 1-0   | Match amical   |

#### Bilan
- Total de matchs disputés : 4
- Victoires du Chili : 3
- Victoires de la Nouvelle-Zélande : 0
- Matchs nuls : 1
- Total de buts marqués par le Chili : 8
- Total de buts marqués par la Nouvelle-Zélande : 2

## O

### Oman

#### Confrontations
Confrontations entre Oman et le Chili en matchs officiels.
|   | Date            | Lieu | Match        | Score | Compétition  |
| - | --------------- | ---- | ------------ | ----- | ------------ |
| 1 | 12 octobre 2010 | Sib  | Oman - Chili | 0-1   | Match amical |

#### Bilan
- Total de matchs disputés : 1
- Victoires du Chili : 1
- Victoires d'Oman : 0
- Matchs nuls : 0
- Total de buts marqués par le Chili : 1
- Total de buts marqués par Oman : 0

## P

### Palestine

#### Confrontations
Confrontations entre la Palestine et le Chili en matchs officiels.
|   | Date             | Lieu     | Match             | Score | Compétition  |
| - | ---------------- | -------- | ----------------- | ----- | ------------ |
| 1 | 10 décembre 2002 | Santiago | Chili - Palestine | 3-1   | Match amical |

#### Bilan
- Total de matchs disputés : 1
- Victoires du Chili : 1
- Victoires de la Palestine : 0
- Matchs nuls : 0
- Total de buts marqués par le Chili : 3
- Total de buts marqués par la Palestine : 1

### Panama

#### Confrontations
Confrontations entre le Panama et le Chili en matchs officiels.
|   | Date            | Lieu         | Match          | Score | Compétition                               |
| - | --------------- | ------------ | -------------- | ----- | ----------------------------------------- |
| 1 | 16 mars 1952    | Santiago     | Chili - Panama | 6-1   | Championnat panaméricain de football 1952 |
| 2 | 7 juin 2008     | Valparaíso   | Chili - Panama | 0-0   | Match amical                              |
| 3 | 20 janvier 2010 | Coquimbo     | Chili - Panama | 2-1   | Match amical                              |
| 4 | 14 juin 2016    | Philadelphie | Chili - Panama | 4-2   | Copa América Centenario (gr. D)           |
| 5 | 8 février 2025  | Santiago     | Chili - Panama | 6-1   | Match amical                              |

#### Bilan
- Total de matchs disputés : 5
- Victoires du Chili :
- Victoires du Panama :
- Matchs nuls : 1
- Total de buts marqués par le Chili : 18
- Total de buts marqués par le Panama : 5

### Paraguay

#### Confrontations
Confrontations entre le Paraguay et le Chili en matchs officiels.
|    | Date               | Lieu           | Match            | Score    | Compétition                                                                |
| -- | ------------------ | -------------- | ---------------- | -------- | -------------------------------------------------------------------------- |
| 1  | 5 octobre 1922     | Rio de Janeiro | Paraguay - Chili | 3-0      | Championnat sud-américain de football de 1922                              |
| 2  | 1er novembre 1924  | Montevideo     | Paraguay - Chili | 3-1      | Championnat sud-américain de football de 1924                              |
| 3  | 3 novembre 1926    | Santiago       | Chili - Paraguay | 5-1      | Championnat sud-américain de football de 1926                              |
| 4  | 17 janvier 1937    | Buenos Aires   | Paraguay - Chili | 3-2      | Championnat sud-américain de football de 1937                              |
| 5  | 15 janvier 1939    | Lima           | Paraguay - Chili | 5-1      | Championnat sud-américain de football de 1939                              |
| 6  | 26 février 1939    | Santiago       | Chili - Paraguay | 4-1      | Match amical                                                               |
| 7  | 22 janvier 1942    | Montevideo     | Paraguay - Chili | 2-0      | Championnat sud-américain de football de 1942                              |
| 8  | 19 janvier 1946    | Buenos Aires   | Chili - Paraguay | 2-1      | Championnat sud-américain de football de 1946                              |
| 9  | 23 décembre 1947   | Guayaquil      | Paraguay - Chili | 1-0      | Championnat sud-américain de football de 1947                              |
| 10 | 27 avril 1949      | São Paulo      | Paraguay - Chili | 4-2      | Championnat sud-américain de football de 1949                              |
| 11 | 25 février 1953    | Lima           | Paraguay - Chili | 3-0      | Championnat sud-américain de football de 1953                              |
| 12 | 14 février 1954    | Asuncion       | Paraguay - Chili | 4-0      | Qualifications pour la Coupe du monde 1954 (zone AmSud)                    |
| 13 | 21 février 1954    | Santiago       | Chili - Paraguay | 1-3      | Qualifications pour la Coupe du monde 1954 (zone AmSud)                    |
| 14 | 20 mars 1955       | Santiago       | Chili - Paraguay | 5-0      | Championnat sud-américain de football de 1955                              |
| 15 | 18 février 1956    | Montevideo     | Chili - Paraguay | 2-0      | Championnat sud-américain de football de 1956                              |
| 16 | 11 mars 1959       | Buenos Aires   | Paraguay - Chili | 2-0      | Championnat sud-américain de football de 1959                              |
| 17 | 18 décembre 1960   | Santiago       | Chili - Paraguay | 4-1      | Match amical                                                               |
| 18 | 21 décembre 1960   | Valparaíso     | Chili - Paraguay | 3-1      | Match amical                                                               |
| 19 | 22 janvier 1967    | Montevideo     | Chili - Paraguay | 4-2      | Championnat sud-américain de football de 1967                              |
| 20 | 8 juin 1969        | Asuncion       | Paraguay - Chili | 0-1      | Match amical                                                               |
| 21 | 6 juillet 1969     | Santiago       | Chili - Paraguay | 0-0      | Match amical                                                               |
| 22 | 14 juillet 1971    | Santiago       | Chili - Paraguay | 3-2      | Match amical                                                               |
| 23 | 8 août 1971        | Asuncion       | Paraguay - Chili | 2-0      | Match amical                                                               |
| 24 | 26 janvier 1977    | Santiago       | Chili - Paraguay | 4-0      | Match amical                                                               |
| 25 | 2 février 1977     | Asuncion       | Paraguay - Chili | 2-0      | Match amical                                                               |
| 26 | 28 novembre 1979   | Asuncion       | Paraguay - Chili | 3-0      | Copa América 1979 (finale aller)                                           |
| 27 | 5 décembre 1979    | Santiago       | Chili - Paraguay | 1-0      | Copa América 1979 (finale retour)                                          |
| 28 | 11 décembre 1979   | Buenos Aires   | Paraguay - Chili | 0-0 (ap) | Copa América 1979 (finale, match d'appui)                                  |
| 29 | 7 juin 1981        | Asuncion       | Paraguay - Chili | 0-1      | Qualifications pour la Coupe du monde 1982 (zone AmSud - gr. 3)            |
| 30 | 21 juin 1981       | Santiago       | Chili - Paraguay | 3-0      | Qualifications pour la Coupe du monde 1982 (zone AmSud - gr. 3)            |
| 31 | 24 juillet 1983    | Asuncion       | Paraguay - Chili | 1-0      | Match amical                                                               |
| 32 | 17 août 1983       | Antofagasta    | Chili - Paraguay | 3-2      | Match amical                                                               |
| 33 | 6 février 1985     | Viña del Mar   | Chili - Paraguay | 1-0      | Match amical                                                               |
| 34 | 9 octobre 1985     | Asuncion       | Paraguay - Chili | 0-0      | Match amical                                                               |
| 35 | 19 octobre 1985    | Santiago       | Chili - Paraguay | 0-0      | Match amical                                                               |
| 36 | 10 novembre 1985   | Asuncion       | Paraguay - Chili | 3-0      | Qualifications pour la Coupe du monde 1986 (zone AmSud - barrage)          |
| 37 | 17 novembre 1985   | Santiago       | Chili - Paraguay | 2-2      | Qualifications pour la Coupe du monde 1986 (zone AmSud - barrage)          |
| 38 | 27 novembre 1988   | Asuncion       | Paraguay - Chili | 2-0      | Tournoi amical                                                             |
| 39 | 14 juillet 1991    | Santiago       | Chili - Paraguay | 4-0      | Copa América 1991 (gr. A)                                                  |
| 40 | 18 juin 1993       | Cuenca         | Paraguay - Chili | 1-0      | Copa América 1993 (gr. B)                                                  |
| 41 | 19 juin 1995       | La Serena      | Chili - Paraguay | 0-1      | Tournoi amical                                                             |
| 42 | 9 octobre 1996     | Asuncion       | Paraguay - Chili | 2-1      | Qualification pour la Coupe du monde 1998 : zone Amérique du Sud           |
| 43 | 11 juin 1997       | Cochabamba     | Paraguay - Chili | 1-0      | Copa América 1997 (gr. A)                                                  |
| 44 | 20 juillet 1997    | Santiago       | Chili - Paraguay | 2-1      | Qualification pour la Coupe du monde 1998 : zone Amérique du Sud           |
| 45 | 29 juin 2000       | Santiago       | Chili - Paraguay | 3-1      | Qualification pour la Coupe du monde 2002 : zone Amérique du Sud           |
| 46 | 2 juin 2001        | Asuncion       | Paraguay - Chili | 1-0      | Qualification pour la Coupe du monde 2002 : zone Amérique du Sud           |
| 47 | 18 novembre 2003   | Santiago       | Chili - Paraguay | 0-1      | Qualification pour la Coupe du monde 2006 : zone Amérique du Sud           |
| 48 | 11 juillet 2004    | Arequipa       | Paraguay - Chili | 1-1      | Copa América 2004 (gr. C)                                                  |
| 49 | 30 mars 2005       | Asuncion       | Paraguay - Chili | 2-1      | Qualification pour la Coupe du monde 2006 : zone Amérique du Sud           |
| 50 | 15 novembre 2006   | Viña del Mar   | Chili - Paraguay | 3-2      | Match amical                                                               |
| 51 | 21 novembre 2007   | Santiago       | Chili - Paraguay | 0-3      | Éliminatoires de la Coupe du monde de football 2010 : zone Amérique du Sud |
| 52 | 6 juin 2009        | Asuncion       | Paraguay - Chili | 0-2      | Éliminatoires de la Coupe du monde de football 2010 : zone Amérique du Sud |
| 53 | 23 juin 2011       | Asuncion       | Paraguay - Chili | 0-0      | Match amical                                                               |
| 54 | 15 novembre 2011   | Santiago       | Chili - Paraguay | 2-0      | Éliminatoires de la Coupe du monde de football 2014 : zone Amérique du Sud |
| 55 | 21 décembre 2011   | La Serena      | Chili - Paraguay | 3-2      | Match amical                                                               |
| 56 | 15 février 2012    | Luque          | Paraguay - Chili | 2-0      | Match amical                                                               |
| 57 | 7 juin 2013        | Asuncion       | Paraguay - Chili | 1-2      | Éliminatoires de la Coupe du monde de football 2014 : zone Amérique du Sud |
| 58 | 5 septembre 2015   | Santiago       | Chili - Paraguay | 3-2      | Match amical                                                               |
| 59 | 1er septembre 2016 | Asuncion       | Paraguay - Chili | 2-1      | Éliminatoires de la Coupe du monde de football 2018 : zone Amérique du Sud |
| 60 | 31 août 2017       | Santiago       | Chili - Paraguay | 0-3      | Éliminatoires de la Coupe du monde de football 2018 : zone Amérique du Sud |
| 61 | 24 juin 2021       | Brasilia       | Chili - Paraguay | 0-2      | Copa América 2021                                                          |
| 62 | 10 octobre 2021    | Santiago       | Chili - Paraguay | 2-0      | Éliminatoires de la Coupe du monde de football 2022 : zone Amérique du Sud |
| 63 | 11 novembre 2021   | Asuncion       | Paraguay - Chili | 1-0      | Éliminatoires de la Coupe du monde de football 2022 : zone Amérique du Sud |
| 64 | 28 mars 2023       | Santiago       | Chili - Paraguay | 3-2      | Match amical                                                               |
| 65 | 16 novembre 2023   | Santiago       | Chili - Paraguay | 0-0      | Éliminatoires de la Coupe du monde de football 2026 : zone Amérique du Sud |
| 66 | 11 juin 2024       | Santiago       | Chili - Paraguay | 3-0      | Match amical                                                               |
| 67 | 20 mars 2025       | Asuncion       | Paraguay - Chili | 1-0      | Éliminatoires de la Coupe du monde de football 2026: zone Amérique du Sud  |

#### Bilan
- Total de matchs disputés : 67
- Victoires du Chili : 30
- Victoires du Paraguay : 33
- Matchs nuls : 8
- Total de buts marqués par le Chili : 89
- Total de buts marqués par le Paraguay : 94

### Pays-Bas
Confrontations entre le Chili et les Pays-Bas :
|   | Date         | Lieu      | Match            | Score | Compétition                                   |
| - | ------------ | --------- | ---------------- | ----- | --------------------------------------------- |
| 1 | 8 juin 1928  | Rotterdam | Pays-Bas - Chili | 2-2   | Jeux olympiques 1928 (tournoi de consolation) |
| 2 | 23 juin 2014 | São Paulo | Pays-Bas - Chili | 2-0   | Coupe du monde 2014 (gr. B)                   |

#### Bilan
- Total de matches disputés : 2
- Victoire de l'équipe du Chili : 0
- Victoire de l'équipe des Pays-Bas : 1
- Match nul : 1
- Buts pour l'équipe du Chili : 2
- Buts pour l'équipe des Pays-Bas : 4

### Pays de Galles

#### Confrontations
Confrontations entre le Pays de Galles et le Chili en matchs officiels.
|   | Date        | Lieu     | Match                  | Score | Compétition  |
| - | ----------- | -------- | ---------------------- | ----- | ------------ |
| 1 | 22 mai 1966 | Santiago | Chili - Pays de Galles | 2-0   | Match amical |

#### Bilan
- Total de matchs disputés : 1
- Victoires du Chili : 1
- Victoires du Pays de Galles : 0
- Matchs nuls : 0
- Total de buts marqués par le Chili : 2
- Total de buts marqués par le Pays de Galles : 0

### Pologne

#### Confrontations
Confrontations entre la Pologne et le Chili en matchs officiels.
|   | Date             | Lieu     | Match           | Score | Compétition  |
| - | ---------------- | -------- | --------------- | ----- | ------------ |
| 1 | 8 juin 2018      | Poznań   | Pologne - Chili | 2-2   | Match amical |
| 2 | 16 novembre 2022 | Varsovie | Pologne - Chili | 1-0   | Match amical |

#### Bilan
- Total de matchs disputés : 2
- Victoires du Chili : 0
- Victoires de la Pologne : 1
- Matchs nuls : 1
- Total de buts marqués par le Chili : 2
- Total de buts marqués par la Pologne : 3

### Portugal
Confrontations entre le Portugal et le Chili :
|   | Date         | Lieu      | Match            | Score           | Compétition                                 |
| - | ------------ | --------- | ---------------- | --------------- | ------------------------------------------- |
| 1 | 27 mai 1928  | Amsterdam | Portugal - Chili | 4-2             | JO 1928                                     |
| 2 | 18 juin 1972 | Recife    | Portugal - Chili | 4-1             | Tournoi de l'Indépendance du Brésil         |
| 3 | 26 mars 2011 | Leiria    | Portugal - Chili | 1-1             | Match amical                                |
| 4 | 28 juin 2017 | Kazan     | Portugal - Chili | 0-0 (tab : 0-3) | Coupe des confédérations 2017 (demi-finale) |

#### Bilan
- Total de matchs disputés : 4
- Victoires du Chili : 0
- Victoires du Portugal : 2
- Matchs nuls : 2
- Total de buts marqués par le Chili : 4
- Total de buts marqués par le Portugal : 9

## Q

### Qatar
Confrontations entre le Chili et le Qatar en matchs officiels.
|   | Date              | Lieu   | Match         | Score | Compétition  |
| - | ----------------- | ------ | ------------- | ----- | ------------ |
| 1 | 27 septembre 2022 | Vienne | Qatar - Chili | 2-2   | Match amical |

#### Bilan
- Total de matchs disputés : 1
- Victoires du Chili :
- Victoires du Qatar :
- Match nul : 1
- Total de buts de marqués par le Chili : 2
- Total de buts de marqués par le Qatar : 2

## R

### République dominicaine
Confrontations entre le Chili et la République dominicaine : 
| Date         | Lieu         | Match                          | Score | Compétition  |
| ------------ | ------------ | ------------------------------ | ----- | ------------ |
| 16 juin 2023 | Viña del Mar | Chili - République dominicaine | 5-0   | Match amical |

Bilan
- Total de matchs disputés : 1
- Victoires de l' Equipe du Chili : 1
- Victoires de l' Equipe de la République dominicaine : 0
- Match nul : 0

### Roumanie
Confrontations entre le Chili et la Roumanie :
| Date         | Lieu        | Match            | Score | Compétition  |
| ------------ | ----------- | ---------------- | ----- | ------------ |
| 18 mai 1982  | Santiago    | Chili - Roumanie | 2-3   | Match amical |
| 13 juin 2017 | Cluj-Napoca | Roumanie - Chili | 3-2   | Match amical |
| 31 mai 2018  | Graz        | Roumanie - Chili | 3-2   | Match amical |

Bilan
- Total de matchs disputés : 3
- Victoires de l'équipe de Roumanie : 3
- Victoires de l'équipe du Chili : 0
- Match nul : 0

### Russie et URSS
Confrontations entre l'équipe du Chili de football et les équipes d'URSS et de Russie de football :
| Date              | Lieu       | Match        | Score | Compétition                                          |
| ----------------- | ---------- | ------------ | ----- | ---------------------------------------------------- |
| 22 novembre 1961  | Santiago   | Chili - URSS | 0-1   | Match amical                                         |
| 10 juin 1962      | Arica      | Chili - URSS | 2-1   | Coupe du monde 1962 (quarts de finale)               |
| 23 février 1966   | Santiago   | Chili - URSS | 0-2   | Match amical                                         |
| 20 juillet 1966   | Sunderland | Chili - URSS | 1-2   | Coupe du monde 1966 (gr. D)                          |
| 17 décembre 1967  | Santiago   | Chili - URSS | 1-4   | Match amical                                         |
| 26 septembre 1973 | Moscou     | URSS - Chili | 0-0   | Qualifications pour la Coupe du monde 1974 (barrage) |
| 21 novembre 1973  | Santiago   | Chili - URSS | 1-0,  | Qualifications pour la Coupe du monde 1974 (barrage) |

Bilan
- Total de matchs disputés : 7
- Victoires de l'équipe du Chili : 2
- Victoires de l'équipe de Russie : 4
- Matchs nuls : 1

## S

### Salvador

#### Confrontations
Confrontations entre le Salvador et le Chili en matchs officiels.
|   | Date        | Lieu        | Match            | Score | Compétition    |
| - | ----------- | ----------- | ---------------- | ----- | -------------- |
| 1 | 7 mai 1989  | Los Angeles | Salvador - Chili | 0-1   | Tournoi amical |
| 2 | 5 juin 2015 | Rancagua    | Chili - Salvador | 1-0   | Match amical   |

#### Bilan
- Total de matchs disputés : 2
- Victoires du Chili : 2
- Victoires du Salvador : 0
- Matchs nuls : 0
- Total de buts marqués par le Chili : 2
- Total de buts marqués par le Salvador : 0

### Serbie et Yougoslavie

#### Confrontations
Confrontations entre la Yougoslavie puis la Serbie et le Chili en matchs officiels.
|   | Date             | Lieu       | Match               | Score | Compétition                                  |
| - | ---------------- | ---------- | ------------------- | ----- | -------------------------------------------- |
| 1 | 16 juin 1962     | Santiago   | Chili - Yougoslavie | 1-0   | Coupe du monde 1962 (match pour la 3e place) |
| 2 | 14 novembre 2012 | Saint-Gall | Serbie - Chili      | 3-1   | Match amical                                 |
| 3 | 4 juin 2018      | Graz       | Serbie - Chili      | 0-1   | Match amical                                 |

#### Bilan
- Total de matchs disputés : 3
- Victoires du Chili : 2
- Victoires de la Serbie : 1
- Matchs nuls : 0
- Total de buts marqués par le Chili : 3
- Total de buts marqués par la Serbie : 3

### Slovaquie

#### Confrontations
Confrontations entre la Slovaquie et le Chili en matchs officiels.
|   | Date             | Lieu       | Match             | Score | Compétition    |
| - | ---------------- | ---------- | ----------------- | ----- | -------------- |
| 1 | 15 février 2000  | Valparaíso | Chili - Slovaquie | 0-2   | Tournoi amical |
| 2 | 17 novembre 2009 | Žilina     | Slovaquie - Chili | 1-2   | Match amical   |
| 3 | 20 novembre 2022 | Bratislava | Slovaquie - Chili | 0-0   | Match amical   |

#### Bilan
- Total de matchs disputés : 3
- Victoires du Chili : 1
- Victoires de la Slovaquie : 1
- Matchs nuls : 1
- Total de buts marqués par le Chili : 2
- Total de buts marqués par la Slovaquie : 3

### Suède

#### Confrontations
Confrontations entre la Suède et le Chili en matchs officiels.
|   | Date         | Lieu  | Match         | Score | Compétition  |
| - | ------------ | ----- | ------------- | ----- | ------------ |
| 1 | 22 juin 2006 | Solna | Suède - Chili | 1-1   | Match amical |
| 2 | 24 mars 2018 | Solna | Suède - Chili | 1-2   | Match amical |

#### Bilan
- Total de matchs disputés : 2
- Victoires du Chili : 1
- Victoires de la Suède : 0
- Matchs nuls : 1
- Total de buts marqués par le Chili : 3
- Total de buts marqués par la Suède : 2

### Suisse
Confrontations entre l'équipe du Chili de football et l'équipe de Suisse de football.
| Date             | Lieu           | Match          | Score | Compétition                                |
| ---------------- | -------------- | -------------- | ----- | ------------------------------------------ |
| 6 avril 1960     | Bâle           | Suisse - Chili | 4-2   | Match amical                               |
| 30 mai 1962      | Santiago       | Chili- Suisse  | 3-1   | Coupe du monde de football 1962 (1er tour) |
| 7 septembre 2007 | Vienne         | Suisse - Chili | 2-1   | Match amical                               |
| 21 juin 2010     | Port Elizabeth | Chili - Suisse | 1-0   | Coupe du monde de football 2010 (1er tour) |

Bilan
- Total de matchs disputés : 4
- Victoires de l'équipe du Chili : 2
- Victoires de l'équipe de Suisse : 2
- Matchs nuls : 0

## T

### Tchéquie et Tchécoslovaquie

#### Confrontations
Confrontations entre la Tchécoslovaquie puis la Tchéquie et le Chili en matchs officiels.
|   | Date         | Lieu     | Match                   | Score | Compétition  |
| - | ------------ | -------- | ----------------------- | ----- | ------------ |
| 1 | 26 août 1956 | Santiago | Chili - Tchécoslovaquie | 3-0   | Match amical |

#### Bilan
- Total de matchs disputés : 1
- Victoires du Chili : 1
- Victoires de la Tchécoslovaquie : 0
- Matchs nuls : 0
- Total de buts marqués par le Chili : 3
- Total de buts marqués par la Tchécoslovaquie : 0

### Trinité-et-Tobago

#### Confrontations
Confrontations entre Trinité-et-Tobago et le Chili en matchs officiels.
|   | Date       | Lieu    | Match                     | Score | Compétition  |
| - | ---------- | ------- | ------------------------- | ----- | ------------ |
| 1 | 5 mai 2010 | Iquique | Chili - Trinité-et-Tobago | 2-0   | Match amical |

#### Bilan
- Total de matchs disputés : 1
- Victoires du Chili : 1
- Victoires de Trinité-et-Tobago : 0
- Matchs nuls : 0
- Total de buts marqués par le Chili : 2
- Total de buts marqués par Trinité-et-Tobago : 0

### Tunisie

#### Confrontations
Confrontations entre la Tunisie et le Chili en matchs officiels.
|   | Date         | Lieu       | Match           | Score | Compétition      |
| - | ------------ | ---------- | --------------- | ----- | ---------------- |
| 1 | 31 mai 1998  | Montélimar | Tunisie - Chili | 2-3   | Match amical     |
| 2 | 10 juin 2022 | Kobe       | Chili - Tunisie | 0-2   | Coupe Kirin 2022 |

#### Bilan
- Total de matchs disputés : 2
- Victoires du Chili : 1
- Victoires de la Tunisie : 1
- Matchs nuls : 0
- Total de buts marqués par le Chili : 3
- Total de buts marqués par la Tunisie : 4

### Turquie

#### Confrontations
Confrontations entre la Turquie et le Chili en matchs officiels.
|   | Date          | Lieu     | Match           | Score | Compétition    |
| - | ------------- | -------- | --------------- | ----- | -------------- |
| 1 | 22 juin 1995  | Santiago | Chili - Turquie | 0-0   | Tournoi amical |
| 2 | 17 avril 2002 | Kerkrade | Turquie - Chili | 2-0   | Match amical   |
| 3 | 20 août 2008  | Izmit    | Turquie - Chili | 1-0   | Match amical   |

#### Bilan
- Total de matchs disputés : 3
- Victoires du Chili : 0
- Victoires de la Turquie : 2
- Matchs nuls : 1
- Total de buts marqués par le Chili : 0
- Total de buts marqués par la Turquie : 3

## U

### Ukraine

#### Confrontations
Confrontations entre l'Ukraine et le Chili en matchs officiels.
|   | Date             | Lieu | Match           | Score | Compétition    |
| - | ---------------- | ---- | --------------- | ----- | -------------- |
| 1 | 7 septembre 2010 | Kiev | Ukraine - Chili | 2-1   | Tournoi amical |

#### Bilan
- Total de matchs disputés : 1
- Victoires du Chili : 0
- Victoires de l'Ukraine : 1
- Matchs nuls : 0
- Total de buts marqués par le Chili : 1
- Total de buts marqué par l'Ukraine : 2

### Uruguay

#### Confrontations
Confrontations entre l'Uruguay et le Chili en matchs officiels.
|    | Date               | Lieu           | Match           | Score           | Compétition                                                                |
| -- | ------------------ | -------------- | --------------- | --------------- | -------------------------------------------------------------------------- |
| 1  | 29 mai 1910        | Buenos Aires   | Uruguay - Chili | 3-0             | Copa Centenario Revolución de Mayo                                         |
| 2  | 2 juillet 1916     | Buenos Aires   | Uruguay - Chili | 4-0             | Championnat sud-américain de football de 1916                              |
| 3  | 14 juillet 1916    | Montevideo     | Uruguay - Chili | 4-1             | Match amical                                                               |
| 4  | 30 septembre 1917  | Montevideo     | Uruguay - Chili | 4-0             | Championnat sud-américain de football de 1917                              |
| 5  | 17 mai 1919        | Rio de Janeiro | Uruguay - Chili | 2-0             | Championnat sud-américain de football de 1919                              |
| 6  | 3 octobre 1920     | Valparaíso     | Chili - Uruguay | 1-2             | Championnat sud-américain de football de 1920                              |
| 7  | 23 septembre 1922  | Rio de Janeiro | Uruguay - Chili | 2-0             | Championnat sud-américain de football de 1922                              |
| 8  | 12 octobre 1924    | Santiago       | Chili - Uruguay | 0-1             | Match amical                                                               |
| 9  | 19 octobre 1924    | Montevideo     | Uruguay - Chili | 5-0             | Championnat sud-américain de football de 1924                              |
| 10 | 17 octobre 1926    | Santiago       | Chili - Uruguay | 1-3             | Championnat sud-américain de football de 1926                              |
| 11 | 10 décembre 1927   | Santiago       | Chili - Uruguay | 2-3             | Match amical                                                               |
| 12 | 18 janvier 1935    | Lima           | Uruguay - Chili | 2-1             | Championnat sud-américain de football de 1935                              |
| 13 | 10 janvier 1937    | Buenos Aires   | Chili - Uruguay | 3-0             | Championnat sud-américain de football de 1937                              |
| 14 | 29 janvier 1939    | Lima           | Uruguay - Chili | 3-2             | Championnat sud-américain de football de 1939                              |
| 15 | 12 mars 1940       | Montevideo     | Uruguay - Chili | 3-2             | Match amical                                                               |
| 16 | 16 février 1941    | Santiago       | Chili - Uruguay | 0-2             | Championnat sud-américain de football de 1941                              |
| 17 | 10 janvier 1942    | Montevideo     | Uruguay - Chili | 6-1             | Championnat sud-américain de football de 1942                              |
| 18 | 18 février 1945    | Santiago       | Chili - Uruguay | 1-0             | Championnat sud-américain de football de 1945                              |
| 19 | 16 janvier 1946    | Buenos Aires   | Uruguay - Chili | 1-0             | Championnat sud-américain de football de 1946                              |
| 20 | 6 décembre 1947    | Guayaquil      | Uruguay - Chili | 6-0             | Championnat sud-américain de football de 1947                              |
| 21 | 8 mai 1949         | Belo Horizonte | Chili - Uruguay | 3-1             | Championnat sud-américain de football de 1949                              |
| 22 | 7 avril 1950       | Santiago       | Chili - Uruguay | 1-5             | Match amical                                                               |
| 23 | 9 avril 1950       | Santiago       | Chili - Uruguay | 2-1             | Match amical                                                               |
| 24 | 13 avril 1952      | Santiago       | Chili - Uruguay | 2-0             | Championnat panaméricain de football 1952                                  |
| 25 | 1er mars 1953      | Lima           | Chili - Uruguay | 3-2             | Championnat sud-américain de football de 1953                              |
| 26 | 13 mars 1955       | Santiago       | Chili - Uruguay | 2-2             | Championnat sud-américain de football de 1955                              |
| 27 | 6 février 1956     | Montevideo     | Uruguay - Chili | 2-1             | Championnat sud-américain de football de 1956                              |
| 28 | 1er avril 1957     | Lima           | Uruguay - Chili | 2-0             | Championnat sud-américain de football de 1957                              |
| 29 | 2 avril 1959       | Buenos Aires   | Chili - Uruguay | 1-0             | Championnat sud-américain de football de 1959                              |
| 30 | 1er juin 1960      | Santiago       | Chili - Uruguay | 2-3             | Match amical                                                               |
| 31 | 5 juin 1960        | Montevideo     | Uruguay - Chili | 2-2             | Match amical                                                               |
| 32 | 12 octobre 1961    | Santiago       | Chili - Uruguay | 2-3             | Match amical                                                               |
| 33 | 23 mars 1963       | Montevideo     | Uruguay - Chili | 3-2             | Match amical                                                               |
| 34 | 24 juillet 1963    | Santiago       | Chili - Uruguay | 0-0             | Match amical                                                               |
| 35 | 9 mai 1965         | Santiago       | Chili - Uruguay | 0-0             | Match amical                                                               |
| 36 | 16 mai 1965        | Montevideo     | Uruguay - Chili | 1-1             | Match amical                                                               |
| 37 | 21 janvier 1967    | Montevideo     | Uruguay - Chili | 2-2             | Championnat sud-américain de football de 1967                              |
| 38 | 13 juillet 1969    | Santiago       | Chili - Uruguay | 0-0             | Qualifications pour la Coupe du monde 1970 (zone AmSud - gr. 3)            |
| 39 | 10 août 1969       | Montevideo     | Uruguay - Chili | 2-0             | Qualifications pour la Coupe du monde 1970 (zone AmSud - gr. 3)            |
| 40 | 27 octobre 1971    | Montevideo     | Uruguay - Chili | 3-0             | Match amical                                                               |
| 41 | 3 novembre 1971    | Santiago       | Chili - Uruguay | 5-0             | Match amical                                                               |
| 42 | 4 juin 1975        | Montevideo     | Uruguay - Chili | 1-0             | Match amical                                                               |
| 43 | 25 juin 1975       | Santiago       | Chili - Uruguay | 1-3             | Match amical                                                               |
| 44 | 6 octobre 1976     | Santiago       | Chili - Uruguay | 0-0             | Match amical                                                               |
| 45 | 30 janvier 1977    | Montevideo     | Uruguay - Chili | 3-0             | Match amical                                                               |
| 46 | 11 juillet 1979    | Santiago       | Chili - Uruguay | 1-0             | Match amical                                                               |
| 47 | 18 juillet 1979    | Montevideo     | Uruguay - Chili | 2-1             | Match amical                                                               |
| 48 | 21 août 1980       | Montevideo     | Uruguay - Chili | 0-0             | Match amical                                                               |
| 49 | 29 avril 1981      | Santiago       | Chili - Uruguay | 1-2             | Match amical                                                               |
| 50 | 15 juillet 1981    | Montevideo     | Uruguay - Chili | 0-0             | Match amical                                                               |
| 51 | 1er septembre 1983 | Montevideo     | Uruguay - Chili | 2-1             | Copa América 1983 (gr. A)                                                  |
| 52 | 11 septembre 1983  | Santiago       | Chili - Uruguay | 2-0             | Copa América 1983 (gr. A)                                                  |
| 53 | 24 mars 1985       | Santiago       | Chili - Uruguay | 2-0             | Qualifications pour la Coupe du monde 1986 (zone AmSud - gr. 2)            |
| 54 | 7 avril 1985       | Montevideo     | Uruguay - Chili | 2-1             | Qualifications pour la Coupe du monde 1986 (zone AmSud - gr. 2)            |
| 55 | 16 octobre 1985    | Santiago       | Chili - Uruguay | 1-0             | Match amical                                                               |
| 56 | 12 juillet 1987    | Buenos Aires   | Uruguay - Chili | 1-0             | Copa América 1987 (finale)                                                 |
| 57 | 1er novembre 1988  | Santiago       | Chili - Uruguay | 1-1             | Match amical                                                               |
| 58 | 9 novembre 1988    | Montevideo     | Uruguay - Chili | 3-1             | Match amical                                                               |
| 59 | 19 juin 1989       | Montevideo     | Uruguay - Chili | 2-2             | Match amical                                                               |
| 60 | 6 juillet 1989     | Goiânia        | Uruguay - Chili | 3-0             | Copa América 1989 (gr. B)                                                  |
| 61 | 30 mai 1991        | Santiago       | Chili - Uruguay | 2-1             | Match amical                                                               |
| 62 | 26 juin 1991       | Montevideo     | Uruguay - Chili | 2-1             | Match amical                                                               |
| 63 | 12 novembre 1996   | Santiago       | Chili - Uruguay | 1-0             | Qualification pour la Coupe du monde 1998 : zone Amérique du Sud           |
| 64 | 20 août 1997       | Montevideo     | Uruguay - Chili | 1-0             | Qualification pour la Coupe du monde 1998 : zone Amérique du Sud           |
| 65 | 24 mai 1998        | Santiago       | Chili - Uruguay | 2-2             | Match amical                                                               |
| 66 | 13 juillet 1999    | Asuncion       | Chili - Uruguay | 1-1 (tab : 3-5) | Copa América 1999 (demi-finale)                                            |
| 67 | 3 juin 2000        | Montevideo     | Uruguay - Chili | 2-1             | Qualification pour la Coupe du monde 2002 : zone Amérique du Sud           |
| 68 | 24 avril 2001      | Santiago       | Chili - Uruguay | 0-1             | Qualification pour la Coupe du monde 2002 : zone Amérique du Sud           |
| 69 | 15 novembre 2003   | Montevideo     | Uruguay - Chili | 2-1             | Qualification pour la Coupe du monde 2006 : zone Amérique du Sud           |
| 70 | 26 mars 2005       | Santiago       | Chili - Uruguay | 1-1             | Qualification pour la Coupe du monde 2006 : zone Amérique du Sud           |
| 71 | 18 novembre 2007   | Montevideo     | Uruguay - Chili | 2-2             | Éliminatoires de la Coupe du monde de football 2010 : zone Amérique du Sud |
| 72 | 1er avril 2009     | Santiago       | Chili - Uruguay | 0-0             | Éliminatoires de la Coupe du monde de football 2010 : zone Amérique du Sud |
| 73 | 17 novembre 2010   | Santiago       | Chili - Uruguay | 2-0             | Match amical                                                               |
| 74 | 8 juillet 2011     | Mendoza        | Chili - Uruguay | 1-1             | Copa América 2011 (gr. C)                                                  |
| 75 | 11 novembre 2011   | Montevideo     | Uruguay - Chili | 4-0             | Éliminatoires de la Coupe du monde de football 2014 : zone Amérique du Sud |
| 76 | 26 mars 2013       | Santiago       | Chili - Uruguay | 2-0             | Éliminatoires de la Coupe du monde de football 2014 : zone Amérique du Sud |
| 77 | 18 novembre 2014   | Santiago       | Chili - Uruguay | 1-2             | Match amical                                                               |
| 78 | 24 juin 2015       | Santiago       | Chili - Uruguay | 1-0             | Copa América 2015 (quart de finale)                                        |
| 79 | 17 novembre 2015   | Montevideo     | Uruguay - Chili | 3-0             | Éliminatoires de la Coupe du monde de football 2018 : zone Amérique du Sud |
| 80 | 15 novembre 2016   | Santiago       | Chili - Uruguay | 3-1             | Éliminatoires de la Coupe du monde de football 2018 : zone Amérique du Sud |
| 81 | 24 juin 2019       | Rio de Janeiro | Chili - Uruguay | 2-0             | Copa América 2019 (gr. C)                                                  |
| 79 | 9 octobre 2020     | Montevideo     | Uruguay - Chili | 2-1             | Éliminatoires de la Coupe du monde de football 2022 : zone Amérique du Sud |
| 80 | 21 juin 2021       | Cuiabá         | Uruguay - Chili | 1-1             | Copa américa 2021 (Groupe A)                                               |
| 81 | 29 Mars 2022       | Santiago       | Uruguay - Chili | 2-0             | Éliminatoires de la Coupe du monde de football 2022 : zone Amérique du Sud |
| 82 | 8 septembre 2023   | Montevideo     | Uruguay - Chili | 3-1             | Éliminatoires de la Coupe du monde de football 2026 : zone Amérique du Sud |

#### Bilan
- Total de matchs disputés : 81
- Victoires du Chili : 18
- Victoires de l'Uruguay : 46
- Matchs nuls : 19
- Total de buts marqués par le Chili : 84
- Total de buts marqués par l'Uruguay : 144

## V

### Venezuela

#### Confrontations
Confrontations entre le Venezuela et le Chili en matchs officiels.
|    | Date              | Lieu            | Match             | Score | Compétition                                                                |
| -- | ----------------- | --------------- | ----------------- | ----- | -------------------------------------------------------------------------- |
| 1  | 18 janvier 1967   | Montevideo      | Chili - Venezuela | 2-0   | Championnat sud-américain de football de 1967                              |
| 2  | 8 août 1979       | San Cristóbal   | Venezuela - Chili | 1-1   | Copa América 1979 (gr. A)                                                  |
| 3  | 29 août 1979      | Santiago        | Chili - Venezuela | 7-0   | Copa América 1979 (gr. A)                                                  |
| 4  | 8 septembre 1983  | Santiago        | Chili - Venezuela | 5-0   | Copa América 1983 (gr. A)                                                  |
| 5  | 21 septembre 1983 | Caracas         | Venezuela - Chili | 0-0   | Copa América 1983 (gr. A)                                                  |
| 6  | 30 juin 1987      | Córdoba         | Chili - Venezuela | 3-1   | Copa América 1987 (gr. B)                                                  |
| 7  | 6 août 1989       | Caracas         | Venezuela - Chili | 1-3   | Qualifications pour la Coupe du monde 1990 (zone AmSud - gr. 3)            |
| 8  | 27 août 1989      | Mendoza         | Chili - Venezuela | 5-0   | Qualifications pour la Coupe du monde 1990 (zone AmSud - gr. 3)            |
| 9  | 6 juillet 1991    | Santiago        | Chili - Venezuela | 2-0   | Copa América 1991 (gr. A)                                                  |
| 10 | 2 juin 1996       | Barinas         | Venezuela - Chili | 1-1   | Qualification pour la Coupe du monde 1998 : zone Amérique du Sud           |
| 11 | 29 avril 1997     | Santiago        | Chili - Venezuela | 6-0   | Qualification pour la Coupe du monde 1998 : zone Amérique du Sud           |
| 12 | 3 juillet 1999    | Ciudad del Este | Chili - Venezuela | 3-0   | Copa América 1999 (gr. B)                                                  |
| 13 | 25 juillet 2000   | San Cristóbal   | Venezuela - Chili | 0-2   | Qualification pour la Coupe du monde 2002 : zone Amérique du Sud           |
| 14 | 14 juillet 2001   | Barranquilla    | Chili - Venezuela | 1-0   | Copa América 2001 (gr. A)                                                  |
| 15 | 4 septembre 2001  | Santiago        | Chili - Venezuela | 0-2   | Qualification pour la Coupe du monde 2002 : zone Amérique du Sud           |
| 16 | 1er juin 2004     | San Cristóbal   | Venezuela - Chili | 0-1   | Qualification pour la Coupe du monde 2006 : zone Amérique du Sud           |
| 17 | 8 juin 2005       | Santiago        | Chili - Venezuela | 2-1   | Qualification pour la Coupe du monde 2006 : zone Amérique du Sud           |
| 18 | 7 février 2007    | Maracaibo       | Venezuela - Chili | 0-1   | Match amical                                                               |
| 19 | 19 juin 2008      | Puerto La Cruz  | Venezuela - Chili | 2-3   | Éliminatoires de la Coupe du monde de football 2010 : zone Amérique du Sud |
| 20 | 5 septembre 2009  | Santiago        | Chili - Venezuela | 2-2   | Éliminatoires de la Coupe du monde de football 2010 : zone Amérique du Sud |
| 21 | 31 mars 2010      | Temuco          | Chili - Venezuela | 0-0   | Match amical                                                               |
| 22 | 17 juillet 2011   | San Juan        | Venezuela - Chili | 2-1   | Copa América 2011 (quart de finale)                                        |
| 23 | 9 juin 2012       | Puerto La Cruz  | Venezuela - Chili | 0-2   | Éliminatoires de la Coupe du monde de football 2014 : zone Amérique du Sud |
| 24 | 6 septembre 2013  | Santiago        | Chili - Venezuela | 3-0   | Éliminatoires de la Coupe du monde de football 2014 : zone Amérique du Sud |
| 25 | 14 novembre 2014  | Talcahuano      | Chili - Venezuela | 5-0   | Match amical                                                               |
| 26 | 29 mars 2016      | Barinas         | Venezuela - Chili | 1-4   | Éliminatoires de la Coupe du monde de football 2018 : zone Amérique du Sud |
| 27 | 28 mars 2017      | Santiago        | Chili - Venezuela | 3-1   | Éliminatoires de la Coupe du monde de football 2018 : zone Amérique du Sud |
| 28 | 17 novembre 2020  | Caracas         | Venezuela - Chili | 2-1   | Éliminatoires de la Coupe du monde de football 2022 : zone Amérique du Sud |
| 29 | 14 octobre 2021   | Santiago        | Chili - Venezuela | 3-0   | Éliminatoires de la Coupe du monde de football 2022 : zone Amérique du Sud |
| 30 | 17 octobre 2023   | Maturín         | Venezuela - Chili | 3-0   | Éliminatoires de la Coupe du monde de football 2026 : zone Amérique du Sud |
| 31 | 19 novembre 2024  | Santiago        | Chili - Venezuela | 4-2   | Éliminatoires de la Coupe du monde de football 2026 : zone Amérique du Sud |

#### Bilan
Au 21 octobre 2023 :
- Total de matchs disputés : 31
- Victoires du Chili : 24
- Victoires du Venezuela :
- Matchs nuls :
- Total de buts marqués par le Chili : 78
- Total de buts marqués par le Venezuela : 26

## Z

### Zambie

#### Confrontations
Confrontations entre la Zambie et le Chili en matchs officiels.
|   | Date        | Lieu   | Match          | Score | Compétition  |
| - | ----------- | ------ | -------------- | ----- | ------------ |
| 1 | 26 mai 2010 | Calama | Chili - Zambie | 3-0   | Match amical |

#### Bilan
- Total de matchs disputés : 1
- Victoires du Chili : 1
- Victoires de la Zambie : 0
- Matchs nuls : 0
- Total de buts marqués par le Chili : 3
- Total de buts marqués par la Zambie : 0